# Williams (Familienname)
Williams ist ein englischer Familienname.

## Bedeutung
Der Name ist eine patronymische Ableitung und bedeutet Sohn des William.

## Verbreitung
Williams ist mit 0,69 Prozent Namensträgern an der Gesamtbevölkerung dritthäufigster Familienname in den Vereinigten Staaten.

## Varianten
- William, Williman, Williamson (Familienname), Wilkinson (Familienname)

## Namensträger

### A
- Aaron Williams (Komponist) (1731–1776), walisischer Komponist und Musikpädagoge
- Aaron Williams (Basketballspieler) (* 1971), US-amerikanischer Basketballspieler
- Aaron Williams (Footballspieler) (* 1990), US-amerikanischer American-Football-Spieler
- Abigail Williams (1680–um 1699), US-amerikanische in Hexenprozesse verwickelte Frau
- Abraham J. Williams (1781–1839), US-amerikanischer Politiker
- Abram P. Williams (1832–1911), US-amerikanischer Politiker
- Adrian Williams (Komponist) (* 1956), britischer Komponist
- Adrian Williams (Fußballspieler) (* 1971), walisischer Fußballspieler
- Adrian Williams (Künstlerin) (* 1979), US-amerikanische Künstlerin
- Adrian Williams-Strong (* 1977), US-amerikanische Basketballspielerin
- Aeneas Williams (* 1968), US-amerikanischer American-Football-Spieler
- Akeem Williams (* 1993), vincentischer Fußballspieler
- Al Williams (1919–1998), US-amerikanischer Pianist
- Alan Williams (Rugbyspieler, 1893) (1893–1984), US-amerikanischer Rugby-Union-Spieler
- Alan Williams (Fußballspieler, 1923) (1923–1992), englischer Fußballspieler
- Alan Williams (Politiker) (1930–2014), britischer Politiker (Labour Party)
- Alan Williams (Fußballspieler, 1938) (1938–2017), englischer Fußballspieler
- Alan Williams (Bischof) (* 1951), britischer Ordensgeistlicher, Bischof von Brentwood
- Alan Williams (Kanute) (* 1954), britischer Kanute
- Alan Williams (Schauspieler) (* 1954), britischer Schauspieler und Dramatiker
- Alan Williams (Rugbyspieler, 1987) (* 1987), belgischer Rugby-Union-Spieler
- Alan Williams (Basketballspieler) (* 1993), US-amerikanischer Basketballspieler
- Alan Meredith Williams (1909–1972), britischer Diplomat
- Alberta Williams King (1904–1974), US-amerikanische Bürgerrechtlerin
- Alberto Williams (1862–1952), argentinischer Komponist und Dirigent
- Alex Williams (Fußballspieler, 1961) (* 1961), englischer Fußballtorhüter
- Alex Williams (Skirennläufer) (* 1963), US-amerikanischer Skirennläufer
- Alex Williams (Fußballspieler, 1983) (* 1983), schottischer Fußballspieler
- Alexander Williams (* 1996), deutscher Handballspieler
- Alfie Williams (* 2011), britischer Kinderdarsteller
- Ali Williams (* 1981), neuseeländischer Rugbyspieler
- Alice Williams (* 1998), australische Wasserballspielerin
- Alistair Williams, Spezialeffektkünstler
- Allan Williams (1930–2016), britischer Musikmanager und Musikclubbesitzer
- Allen Williams, US-amerikanischer Schauspieler
- Allison Williams (* 1988), US-amerikanische Schauspielerin, Comedian und Musikerin
- Alpheus S. Williams (1810–1878), US-amerikanischer Politiker und General
- Alphonso Williams (1962–2019), US-amerikanischer Soulsänger
- Alwyn Williams (1921–2004), britischer Geologe und Paläontologe
- Alys Williams (* 1994), US-amerikanische Wasserballspielerin
- Alyson Williams (* 1962), US-amerikanische Sängerin
- Amy Williams (* 1982), britische Skeletonpilotin
- Andrae Williams (* 1983), bahamaischer Leichtathlet
- Andrew Williams (Politiker, 1828) (1828–1907), US-amerikanischer Politiker (New York)
- Andrew Williams (Politiker, 1959) (* 1959), neuseeländischer Politiker
- Andrew Williams (Footballspieler) (* 1979), US-amerikanischer American-Football-Spieler
- Andrew Williams (Polospieler), australischer Polospieler
- Andrew Foster-Williams (* 1973), englischer Opernsänger (Bassbariton)
- Andy Williams (Howard Andrew Williams; 1927–2012), US-amerikanischer Popsänger und Fernsehentertainer
- Andy Williams (Fußballspieler, 1962) (* 1962), englischer Fußballspieler
- Andy Williams (Spezialeffektkünstler) (Andrew Williams), Spezialeffektkünstler
- Andy Williams (Fußballspieler, September 1977) (Andrew Williams; * 1977), kanadisch-jamaikanischer Fußballspieler
- Andy Williams (Fußballspieler, Oktober 1977) (Andrew Phillip Williams; * 1977), walisischer Fußballspieler
- Andy Williams (Fußballspieler, 1986) (Andrew David Williams; * 1986), englischer Fußballspieler
- Angela Williams (Leichtathletin, 1965) (* 1965), Sprinterin aus Trinidad und Tobago
- Angela Williams (Leichtathletin, 1980) (* 1980), US-amerikanische Sprinterin
- Angelina Williams (* 1983), US-amerikanische Basketballspielerin
- Anna-Lynne Williams (* 1978), US-amerikanische Rocksängerin
- Anna Wessels Williams (1863–1954), US-amerikanische Medizinerin und Hochschullehrerin
- Annie Williams (ca. 1860–1943), britische Suffragette
- Anson Williams (* 1949), US-amerikanischer Filmschaffender

- Anthony Williams (Musiker) (1931–2021), trinidadischer Musiker und Erfinder der Steel Pan
- Anthony Williams, bekannt als Roc Raida (1972–2009), US-amerikanischer DJ und Musikproduzent
- Anthony Williams (American Football) (* 1996), deutscher American-Football-Spieler
- Anthony A. Williams (* 1951), US-amerikanischer Politiker
- Antony John Williams (* 1964), britischer Chemiker
- Antwine Williams, US-amerikanischer Basketballspieler
- Archie Williams (1915–1993), US-amerikanischer Sprinter
- Archibald Hunter Arrington Williams (1842–1895), US-amerikanischer Politiker
- Arnold Williams (1898–1970), US-amerikanischer Politiker
- Arthur Williams (Musiker), US-amerikanischer Jazzmusiker
- Arthur Williams (Boxer) (1964–2023), US-amerikanischer Boxer
- Arthur B. Williams (1872–1925), US-amerikanischer Politiker
- Arthur E. Williams (* 1938), US-amerikanischer Generalleutnant im Ruhestand
- Arthur Howard Williams (* 1950), walisischer Schachspieler
- Arthur Stanley Williams (1861–1938), englischer Astronom
- Ashley Williams (Schauspielerin) (* 1978), US-amerikanische Schauspielerin
- Ashley Williams (Fußballspieler, 1984) (* 1984), walisischer Fußballspieler
- Ashley Williams (Leichtathletin) (* 1996), jamaikanische Sprinterin
- Ashley Williams (Fußballspieler, 2000) (* 2000), liberianischer Fußballspieler
- Ashley C. Williams (* 1984), US-amerikanische Schauspielerin, Filmproduzentin, Visagistin und Kostümbildnerin
- Ashton Hilliard Williams (1891–1962), US-amerikanischer Jurist und Politiker
- Augustine Williams (* 1997), sierra-leonischer Fußballspieler
- Averil Williams (1935–2019), britische Speerwerferin
- Avondale Williams (* 1977), Fußballspieler für die Britischen Jungferninseln
- Axel Williams (* 1983), tahitischer Fußballspieler

### B
- Barbara Williams (* 1953), kanadische Schauspielerin
- Barney Williams (Schauspieler) (1824–1876), irisch-amerikanischer Schauspieler und Komiker
- Barney Williams (* 1977), kanadischer Ruderer
- Barry Williams (Leichtathlet) (* 1947), britischer Hammerwerfer
- Barry Williams (Schauspieler) (Barry William Blenkhorn; * 1954), US-amerikanischer Schauspieler
- Barry Williams (Rugbyspieler, I), englischer Rugby-League-Spieler
- Barry Williams (Rugbyspieler, 1974) (Barry Hugh Williams; * 1974), walisischer Rugby-Union-Spieler
- Bart Williams (eigentlich Ryan Williams), US-amerikanischer Musiker, Mitglied von The Black Dahlia Murder
- Basil Williams (Historiker) (Arthur Frederick Basil Williams; 1867–1950), britischer Historiker
- Basil Williams (Eiskunstläufer) (1891–1951), britischer Eiskunstläufer
- Basil Williams (Cricketspieler) (1949–2015), jamaikanischer Cricketspieler
- Ben Williams (Fußballspieler, 1900) (1900–1968), walisischer Fußballspieler
- Ben Williams (Snookerschiedsrichter) (* 1971), englischer Snookerschiedsrichter
- Ben Williams (Schiedsrichter) (* 1977), australischer Fußballschiedsrichter
- Ben Williams (Fußballspieler, 1982) (* 1982), englischer Fußballspieler
- Ben Williams (Musiker) (* um 1985), amerikanischer Jazzmusiker
- Ben Williams (Leichtathlet) (* 1992), britischer Dreispringer
- Ben Williams (Fußballspieler, 1999) (* 1999), englischer Fußballspieler
- Ben Ames Williams (1889–1953), US-amerikanischer Schriftsteller
- Benjamin Williams (Politiker, 1751) (1751–1814), US-amerikanischer Politiker (North Carolina)
- Benjamin Williams (Politiker, 1876) (1876–1957), US-amerikanischer Anwalt und Politiker (Vermont)
- Benjamin Williams (Triathlet) (* 1983), US-amerikanischer Triathlet
- Benjamin Samuel Williams (1824–1890), englischer Handelsgärtner
- Bernard Williams (1929–2003), englischer Philosoph
- Bernard Williams (Fußballspieler) (1908–2004), irischer Fußballspieler
- Bernard Williams (Produzent) (1942–2005), britischer Filmproduzent
- Bernard Williams (Leichtathlet) (* 1978), US-amerikanischer Leichtathlet
- Bernie Williams (* 1968), puerto-ricanischer Baseballspieler
- Bert Williams (Entertainer) (1874–1922), amerikanischer Entertainer
- Bert Williams (Fußballspieler) (1920–2014), englischer Fußballspieler
- Bertram Williams (1876–1934), kanadischer Sportschütze
- Bettie Lou Williams (1932–1954), eine junge Frau mit parasitärem Zwilling
- Betty Williams (1943–2020), nordirische Bürgerrechtlerin
- Bianca Williams (* 1993), britische Sprinterin
- Big Joe Williams (1903–1982), US-amerikanischer Bluesmusiker
- Bill Williams (Fußballspieler, 1874) (William Williams; 1874–??), englischer Fußballspieler
- Bill Williams (Musiker) (1897–1973), US-amerikanischer Bluesmusiker
- Bill Williams (1914–1990), anglikanischer Geistlicher, siehe Harold Claude Noel Williams
- Bill Williams (Fußballspieler, 1914) (William Llewellyn Williams; 1914–??), walisischer Fußballspieler
- Bill Williams (Schauspieler) (1915–1992), US-amerikanischer Schauspieler
- Bill Williams (Fußballspieler, 1942) (William Thomas Williams; * 1942), englischer Fußballspieler und -trainer
- Bill Williams (Spieleentwickler) (1960–1998), US-amerikanischer Videospielprogrammierer
- Bill Williams (Fußballspieler, 1960) (William Raymond Williams; * 1960), englischer Fußballspieler
- Bill Alvin Williams (* 1942), US-amerikanischer Raumfahrer
- Bill Martin Williams (* 1954), US-amerikanischer Schauspieler
- Billy Williams (Fußballspieler, 1876) (1876–1929), englischer Fußballspieler
- Billy Williams (Fußballspieler, 1896) (1896–??), walisischer Fußballspieler
- Billy Williams (Fußballspieler, 1905) (1905–1993), englischer Fußballspieler
- Billy Williams (Fußballspieler, 1910) (1910–??), englischer Fußballspieler
- Billy Williams (Sänger) (1910–1972), US-amerikanischer Sänger
- Billy Williams (Rugbyspieler) (William Owen Gooding Williams; 1929–2013), walisischer Rugby-Union-Spieler
- Billy Williams (Kameramann) (1929–2025), britischer Kameramann
- Billy Williams (Baseballspieler) (* 1938), US-amerikanischer Baseballspieler
- Billy Williams (Schlagzeuger) (* um 1980), US-amerikanischer Jazzmusiker
- Billy Dee Williams (William December Williams Jr.; * 1937), US-amerikanischer Schauspieler
- Bisa Williams (* 1954), US-amerikanische Diplomatin
- Blanche Emily Wheeler-Williams (1870–1936), US-amerikanische Archäologin, siehe Blanche Emily Wheeler
- Bleddyn Williams (1923–2009), walisischer Rugbyspieler
- Blind Connie Williams (* 1915), US-amerikanischer Bluesmusiker
- Bob Williams (Fußballspieler)  (Robert Daniel Williams; 1902–??), walisischer Fußballspieler
- Bob Williams (Badminton)  (Robert B. Williams; * 1923), US-amerikanischer Badmintonspieler
- Bobby Williams (Musiker) (* 1914), US-amerikanischer Jazzmusiker
- Bobby Williams (Footballspieler, 1930) (1930–2016), US-amerikanischer American-Football-Spieler
- Bobby Williams (Fußballspieler, 18. November 1932) (George Robert Williams; 1932–2003), englischer Fußballspieler
- Bobby Williams (Fußballspieler, 24. November 1932) (Robert Francis Williams; * 1932), englischer Fußballspieler
- Bobby Williams (Fußballspieler, 1940) (Robert Gordon Williams; * 1940), englischer Fußballspieler
- Bobby Williams (Footballspieler, 1942) (1942–2012), US-amerikanischer American-Football-Spieler
- Bobby Williams (Boxer) (Robert James Williams; * 1953/1954), australischer Boxer
- Bobby Williams (Fußballspieler, 1968) (Robert James Williams; * 1968), walisischer Fußballspieler
- Bobby Williams (Pornodarsteller) (eigentlicher Name Peter Rigali; 1982–2013), US-amerikanischer Pornodarsteller
- Boswell Williams (1926–2014), Politiker aus Saint Lucia
- Brandon Williams (Politiker) (* 1967), US-amerikanischer Politiker
- Brandon Williams (Basketballspieler, 1975) (* 1975), US-amerikanischer Basketballspieler
- Brandon Williams (Footballspieler) (* 1989), US-amerikanischer American-Football-Spieler
- Brandon Williams (Basketballspieler, 1999) (* 1999), US-amerikanischer Basketballspieler
- Brandon Williams (Fußballspieler)  (* 2000), englischer Fußballspieler
- Brent Williams (* 1964), US-amerikanischer American-Football-Spieler
- Brett Williams (Fußballspieler) (* 1968), englischer Fußballspieler
- Brett Williams (Footballspieler) (* 1973), US-amerikanischer American-Football-Spieler
- Brett Williams (Schauspieler) (* 1975), südafrikanischer Schauspieler
- Brian Williams (Sportreporter) (* 1946), kanadischer Sportreporter
- Brian Williams (Autor) (Brian James Williams; * 1958), britischer Autor und Installationskünstler
- Brian Williams (Fernsehjournalist) (* 1959), US-amerikanischer Fernsehjournalist
- Brian Williams (Rugbyspieler) (Brian Richard Williams; 1960–2007), britischer Rugbyspieler
- Brian Williams (Eishockeyspieler, 1963) (* 1963), US-amerikanischer Eishockeyspieler
- Brian Williams (Musiker) (* 1964), walisischer Musiker
- Brian Williams (Footballspieler) (* 1972), US-amerikanischer American-Football-Spieler
- Brian Williams (Leichtathlet) (* 1994), US-amerikanischer Diskuswerfer
- Brian Williams (Eishockeyspieler, 1995) (* 1995), US-amerikanischer Eishockeyspieler
- Brian Carson Williams (1969–2002), US-amerikanischer Basketballspieler, siehe Bison Dele
- Briana Williams (* 2002), jamaikanische Sprinterin
- Bridget Williams (* 1996), US-amerikanische Stabhochspringerin
- Brooke Williams (* 1984), neuseeländische Schauspielerin
- Bryan Williams (Fußballspieler) (* 1927), englischer Fußballspieler
- Bryan Williams (Rugbyspieler) (* 1950), neuseeländischer Rugbyspieler und -trainer
- Bryan Williams, bürgerlicher Name von Birdman (* 1969), US-amerikanischer Rapper
- Brynle Williams (1949–2011), walisischer Politiker
- Brynmor Williams (* 1951), walisischer Rugby-Union-Spieler
- Buck Williams (* 1960), US-amerikanischer Basketballspieler
- Bucky Williams (1906–2009), amerikanischer Baseballspieler
- Buddy Williams (Countrymusiker) (eigentlich Harry Taylor; 1918–1986), australischer Countrymusiker
- Buddy Williams (Jazzmusiker) (Ira Williams; * 1952), US-amerikanischer Jazzmusiker
- Buffy-Lynne Williams (* 1977), kanadische Ruderin
- Buster Williams (* 1942), US-amerikanischer Jazzbassist
- Byllye Williams (1922–1958), US-amerikanische Pianistin und Sängerin

### C
- C. K. Williams (1936–2015), US-amerikanischer Dichter und Hochschullehrer
- Calan Williams (* 2000), australischer Automobilrennfahrer
- Caleb Williams (Footballspieler) (* 2001), US-amerikanischer American-Football-Spieler
- Camilla Williams (1919–2012), US-amerikanische Sängerin (Sopran)
- Cara Williams (1925–2021), US-amerikanische Schauspielerin
- Carl Williams (Rennfahrer) (1930–1973), US-amerikanischer Rennfahrer
- Carl Williams (Boxer) (1959–2013), US-amerikanischer Boxer
- Carl Williams (Segler) (* 1981), neuseeländischer Segler, Olympiateilnehmer 2008
- Carleigh Williams (* 1992), US-amerikanische Fußballspielerin
- Carola Williams (1903–1987), deutsche Zirkusdirektorin
- Caroline Williams (Schauspielerin) (* 1957), US-amerikanische Schauspielerin
- Caroline Ransom Williams (1872–1952), US-amerikanische Ägyptologin und Archäologin
- Carroll Williams (1916–1991), US-amerikanischer Zoologe
- Cary Williams (* 1984), US-amerikanischer American-Football-Spieler
- Cathay Williams (1844–1893), US-amerikanische Soldatin
- Cathy Rattray-Williams (* 1963), jamaikanische Sprinterin
- Cecil Williams (1909–1979), britisch-südafrikanischer Bürgerrechtler und Dramaturg
- Ceri Williams, walisische Fußballschiedsrichterassistentin
- Chad Williams (Footballspieler, 1979) (Chad Kelton Williams, * 1979), US-amerikanischer American-Football-Spieler und -Trainer
- Chad Williams (Fußballspieler) (* 1987), antiguanischer Fußballspieler
- Chad Williams (Footballspieler, 1994) (* 1994), US-amerikanischer American-Football-Spieler
- Chancellor Williams (1898–1992), US-amerikanischer Schriftsteller, Historiker und Soziologe
- Chandler Williams († 2013), US-amerikanischer American-Football-Spieler
- Charles Williams (Schriftsteller, 1886) (1886–1945), britischer Schriftsteller
- Charles Williams (Politiker, 1886) (1886–1955), britischer Politiker
- Charles Williams (Komponist) (1893–1978), englischer Komponist
- Charles Williams (Schauspieler) (1898–1958), US-amerikanischer Schauspieler und Drehbuchautor
- Charles Williams (Schriftsteller, 1909) (1909–1975), US-amerikanischer Schriftsteller und Drehbuchautor
- Charles Williams, Baron Williams of Elvel (1933–2019), britischer Baron
- Charles Williams (Basketballspieler) (* 1943), US-amerikanischer Basketballspieler
- Charles Williams (Boxer) (* 1962), US-amerikanischer Boxer
- Charles Williams (Maler) (* 1965), britischer Maler
- Charles Williams (Regisseur) (* 1982), australischer Filmregisseur, Drehbuchautor und Filmproduzent
- Charles Eryl Wynn-Williams (1903–1979), walisischer Physiker
- Charles Francis Abdy Williams (1855–1923), britischer Organist, Violinist Musikwissenschaftler und Musikschriftsteller
- Charles G. Williams (1829–1892), US-amerikanischer Politiker
- Charles G. S. Williams (1939–2005), US-amerikanischer Romanist und Literaturwissenschaftler
- Charles Hanbury Williams (1708–1759), britischer Diplomat, Schriftsteller und Satiriker
- Charles Hanson Greville Williams (1829–1910), britischer Chemiker
- Charles K. Williams (1782–1853), US-amerikanischer Politiker
- Charlie Williams (Fußballspieler, 1873) (1873–1952), englischer Fußballspieler und -trainer
- Charlie Williams (Komiker) (1927–2006), britischer Komiker und Fußballspieler
- Charlie Williams (Basketballspieler) (* 1943), US-amerikanischer Basketballspieler
- Charlie Williams (Fußballspieler, 1944) (* 1944), maltesischer Fußballspieler
- Charlie Williams (Baseballspieler) (1947–2015), US-amerikanischer Baseballspieler
- Charlie Williams (Rennfahrer) (* 1950), britischer Motorradrennfahrer
- Charlie Williams (Footballspieler) (* 1972), US-amerikanischer American-Football-Spieler
- Charlie Williams (Poolbillardspieler) (* 1977), US-amerikanischer Poolbillardspieler und Sportpromoter
- ChaRonda Williams (* 1987), US-amerikanische Leichtathletin
- Cheryl Williams, australische Maskenbildnerin
- Chester Mornay Williams (1970–2019), südafrikanischer Rugbyspieler
- Chester Williams (Offizier) (* 1973), belizischer Polizeioffizier
- Chester Sidney Williams (1907–1992), US-amerikanischer Autor und Pädagoge
- Cheyna Williams (* 1993), US-amerikanische Fußballspielerin, siehe Cheyna Matthews
- Chocolate Williams (1916–1984), US-amerikanischer Jazzmusiker
- Chris Williams (Schauspieler, I), britischer Schauspieler
- Chris Williams (Journalist) (* 1951/1952), britischer Journalist
- Chris Williams (Fußballspieler, 1955) (* 1955), walisischer Fußballspieler
- Chris Williams (Footballspieler, 1959) (* 1959), US-amerikanischer American-Football-Spieler
- Chris Williams (Golfspieler, 1959) (* 1959), südafrikanischer Golfspieler
- Chris Williams (Historiker) (* 1963), britischer Historiker
- Chris Williams (Schauspieler, 1967) (* 1967), US-amerikanischer Schauspieler
- Chris Williams (Drehbuchautor, 1968) (* 1968), US-amerikanischer Drehbuchautor, Regisseur und Produzent
- Chris Williams (Drehbuchautor, II), US-amerikanischer Drehbuchautor
- Chris Williams (Fußballspieler, 1976) (* 1976), walisischer Fußballspieler
- Chris Williams (Digitalkünstler) (* 1977), US-amerikanischer Digitalkünstler
- Chris Williams (Radsportler), walisischer Radsportler
- Chris Williams (Fußballspieler, 1981) (* 1981), kanadischer Fußballspieler
- Chris Williams (Fußballspieler, 1984) (* 1984), US-amerikanischer Fußballspieler
- Chris Williams (Fußballspieler, 1985) (* 1985), englischer Fußballspieler
- Chris Williams (Footballspieler, 1985) (* 1985), US-amerikanischer American-Football-Spieler
- Chris Williams (Fußballtrainer) (* 1986), australischer Fußballtrainer
- Chris Williams (Footballspieler, 1987) (* 1987), US-amerikanischer American-Football-Spieler
- Chris Williams (Golfspieler, II), US-amerikanischer Golfspieler
- Chris Williams (Footballspieler, 1998) (* 1998), US-amerikanischer American-Football-Spieler
- Chris A. Williams (1980–2017), US-amerikanischer Basketballspieler
- Chris M. Williams (* 1971), US-amerikanischer Produzent
- Chris Bart-Williams (1974–2023), englischer Fußballspieler
- Chrishuna Williams (* 1993), US-amerikanische Leichtathletin
- Christa Williams (1926–2012), deutsche Schlagersängerin
- Christa Lee Williams (* 1978), US-amerikanische Softballspielerin
- Christania Williams (* 1994), jamaikanische Leichtathletin
- Christine Williams Ayoub (1922–2024), US-amerikanische Mathematikerin und Hochschullehrerin
- Christine L. Williams (* 1959), US-amerikanische Soziologin und Hochschullehrerin
- Christine Williams (National Intelligence Council), ehemalige Direktorin des National Intelligence Council
- Christy Williams, US-amerikanische Schauspielerin
- Christopher Williams (Künstler) (1873–1934), britischer Künstler
- Christopher Williams (Komponist), Komponist
- Christopher Williams (Umweltforscher) (* 1952), britischer Musiker, Umweltforscher und Autor
- Christopher Williams (Fotograf) (* 1956), US-amerikanischer Fotograf und Künstler
- Christopher Williams (Sänger) (* 1967), US-amerikanischer Sänger
- Christopher Williams (Leichtathlet) (* 1972), jamaikanischer Leichtathlet
- Christopher Hodder-Williams (1926–1995), britischer Autor
- Christopher C. Williams (* 1941), britischer Fernschachspieler
- Christopher Harris Williams (1798–1857), US-amerikanischer Politiker
- Christopher John Fardo Williams (1930–1997), britischer Philosoph und Philosophiehistoriker
- Christopher Morales Williams (* 2004), kanadischer Leichtathlet
- Christopher Williams (Astronaut) (* 1983), US-amerikanischer Astronaut
- Chima Williams, Umweltaktivist und Umweltrechtler
- Chuck Williams (Autor) (Charles Edward Williams; 1915–2015), US-amerikanischer Koch, Autor und Unternehmer
- Chuck Williams (Basketballspieler) (Edward Williams; * 1946), US-amerikanischer Basketballspieler
- Chuck Williams, wirklicher Name von Rockin’ Rebel (* 1966), US-amerikanischer Wrestler
- Chuck Williams (Schauspieler), US-amerikanischer Schauspieler, Drehbuchautor, Regisseur und Produzent
- Chuck Williams (Produzent), US-amerikanischer Filmproduzent
- Cindy Williams (1947–2023), US-amerikanische Schauspielerin
- Claire Williams (* 1976), britische Motorsportmanagerin
- Clarence Williams (1893–1965), US-amerikanischer Jazzmusiker und Produzent
- Clarence Williams III (1939–2021), US-amerikanischer Schauspieler
- Clark Williams (1870–1946), US-amerikanischer Bankier und Politiker
- Claude Williams (Musiker) (1908–2004), amerikanischer Jazz-Musiker
- Claude Williams (Politiker) (* 1955), kanadischer Politiker
- Claude C. Williams (1895–1979), amerikanischer Presbyterianer
- Claude N. Williams, amerikanischer Meteorologe
- Claudia Williams (* 1996), neuseeländische Tennisspielerin
- Cleveland Williams (1933–1999), US-amerikanischer Boxer
- Cliff Williams (* 1949), australischer Musiker
- Clifton Williams (Komponist) (1923–1976), US-amerikanischer Hornist, Komponist und Musikpädagoge
- Clifton Williams (1932–1967), US-amerikanischer Pilot und Astronaut
- Clyde Williams (1873–1954), US-amerikanischer Politiker
- Cody Williams (* 2004), US-amerikanischer Basketballspieler
- Colin Williams (* 1934), britischer Drehbuchautor und Schauspieler, siehe Colin Welland
- Colin Williams (* 1952), britischer Theologe und Geistlicher
- Colleen Williams (Moderatorin) (* 1955), US-amerikanische Fernsehmoderatorin
- Colleen Williams (Fußballspielerin) (* 1991), US-amerikanische Fußballspielerin
- Connor Williams (* 1997), US-amerikanischer American-Football-Spieler
- Conrad Williams (Schriftsteller) (* 1969), britischer Science-Fiction-Autor
- Conrad Williams (Leichtathlet) (* 1982), britischer Leichtathlet
- Cooper Williams (* 2005), US-amerikanischer Tennisspieler
- Cootie Williams (1911–1985), US-amerikanischer Jazztrompeter
- Corey Williams (Basketballspieler, 1970) (* 1970), US-amerikanischer Basketballspieler und -trainer
- Corey Williams (Basketballspieler, 1977) (* 1977), US-amerikanischer Basketballspieler
- Corey Williams (Produzent) (* 1978), US-amerikanischer Filmproduzent
- Corey Williams (Footballspieler) (* 1980), US-amerikanischer American-Football-Spieler
- Corey Williams (Musiker) (Corey Latif Williams), US-amerikanischer Sänger, Songwriter und Musikproduzent
- Cory Williams (Schauspieler) (* 1981), US-amerikanischer Schauspieler
- Cory Williams (Radsportler) (* 1993), US-amerikanisch-belizischer Radsportler
- Courtney Williams (* 1991), vincentischer Leichtathlet
- Cowboy Pink Williams (1892–1976), US-amerikanischer Politiker
- Craig Williams (* 1983), walisischer Fußballspieler
- Cress Williams (* 1970), US-amerikanischer Schauspieler
- Cunnie Williams (1963–2024), US-amerikanischer Sänger
- Curtis M. Williams (1896–1969), US-amerikanischer Politiker
- Cynda Williams (* 1966), US-amerikanische Schauspielerin

### D
- Dafydd Rhys Williams (* 1954), kanadischer Astronaut
- Dale Williams (Baseballspieler) (1855–1939), US-amerikanischer Baseballspieler
- Dale Williams (Schiedsrichter) (1940–2022), US-amerikanischer American-Football-Schiedsrichter
- Dale Williams (Musiker) (* um 1955), US-amerikanischer Musiker
- Dale Williams (Fußballspieler) (* 1987), walisischer Fußballspieler
- Dale C. Williams (1920–1955), US-amerikanischer Politiker
- Damian Williams (Jurist) (* 1980), amerikanischer Jurist
- Damian Williams (Footballspieler) (* 1988), US-amerikanischer Footballspieler
- Damien Williams (* 1992), US-amerikanischer American-Football-Spieler
- Damion Williams (* 1981), jamaikanischer Fußballspieler
- Dan Williams (Politiker) (1942–2015), US-amerikanischer Politiker
- Dan Williams (Baseballspieler) (* 1966), US-amerikanischer Baseballspieler
- Dan Williams (Footballspieler, 1969) (* 1969), US-amerikanischer American-Football-Spieler
- Dan Williams (Footballspieler, 1987) (* 1987), US-amerikanischer American-Football-Spieler
- Dan Williams (Rugbyspieler) (* 1989), englischer Rugby-Union-Spieler
- Daniel Williams (Theologe) (um 1643–1716), britischer Theologe
- Daniel Williams (Politiker, 1795) (1795–1870), US-amerikanischer Politiker
- Daniel Williams (Politiker, 1935) (1935–2024), grenadischer Politiker und Staatsmann
- Daniel Williams (* 1950), kanadischer Politiker, siehe Danny Williams (Politiker)
- Daniel Williams (Schauspieler), US-amerikanischer Schauspieler
- Daniel Williams (1985–2025), US-amerikanischer Schlagzeuger, Mitglied von The Devil Wears Prada (Band)
- Daniel Williams (Fußballspieler) (* 1989), deutscher Fußballspieler
- Daniel Lewis Williams (1943–2023), deutsch-US-amerikanischer Sänger (Bass)
- Danielle Williams (* 1992), jamaikanische Hürdenläuferin
- Danny Williams (Fußballspieler, 1924) (1924–2019), englischer Fußballspieler und -trainer
- Danny Williams (Musiker) (1942–2005), südafrikanischer Musiker
- Danny Williams (Politiker) (* 1950), kanadischer Politiker
- Danny Williams (Boxer) (* 1973), britischer Boxer
- Danny Williams (Fußballspieler, 1979) (* 1979), walisischer Fußballspieler
- Danny Williams (Fußballspieler, 1981) (* 1981), englischer Fußballspieler
- Danny Williams (Fußballspieler, 1988) (* 1988), englischer Fußballspieler
- Danny Williams (Judoka) (Daniel David J. Williams; * 1989), britischer Judoka
- Dar Williams (* 1967), US-amerikanische Singer-Songwriterin
- Darious Williams (* 1993), US-amerikanischer American-Football-Spieler
- Darrent Williams (1982–2007), US-amerikanischer American-Football-Spieler
- Darryl A. Williams, Generalleutnant in der US-Armee
- Daudu Williams (* 1980), sierra-leonischer Fußballschiedsrichter
- Daurance Williams (* 1983), Fußballspieler für Trinidad & Tobago
- Dave Williams (Footballspieler, 1945) (* 1945), US-amerikanischer American-Football-Spieler
- Dave Williams (Footballspieler, 1954) (* 1954), US-amerikanischer American-Football-Spieler
- Dave Williams (Sänger) (1972–2002), US-amerikanischer Sänger
- Dave Albert Williams, eigentlicher Name von Fat Man Williams (1920–1982), US-amerikanischer Pianist und Sänger
- Davey Williams (1952–2019), US-amerikanischer Musiker und Autor
- David Williams (Philosoph) (1738–1816), walisischer Philosoph
- David Williams (Geologe, 1792) (1792–1850), englischer Geologe und Geistlicher
- David Williams (Geologe, 1898) (1898–1984), englischer Geologe
- David Williams (Admiral) (1921–2012), britischer Admiral
- David Williams (Mathematiker) (* 1938), britischer Mathematiker
- David Williams (Musiker) (* 1946), US-amerikanischer Jazz-Bassist
- David Williams (Gitarrist) (1950–2009), US-amerikanischer Gitarrist
- David Williams (Fußballspieler, 1955) (* 1955), walisischer Fußballspieler und -trainer
- David Williams (Tennisspieler), britischer Tennisspieler
- David Williams (Journalist) († 2005), britischer Motorsportjournalist
- David Williams (Astronom), britischer Astronom
- David Williams (Bischof) (* 1961), britischer Bischof
- David Williams (Footballspieler) (* 1966), US-amerikanischer American-Football-Spieler
- David Williams (Eishockeyspieler) (* 1967), US-amerikanischer Eishockeyspieler
- David Williams (Fußballspieler, 1968) (* 1968), englischer Fußballspieler
- David Williams (Radsportler) (* 1978), US-amerikanischer Radrennfahrer
- David Williams (Pokerspieler) (* 1980), US-amerikanischer Pokerspieler
- David Williams (Rugbyspieler) (* 1986), australischer Rugby-League-Spieler
- David Williams (Fußballspieler, 1988) (* 1988), australischer Fußballspieler
- David C. Williams (* 1958), US-amerikanischer Komponist
- David Edward Williams, Geburtsname von David Walliams (* 1971), englischer Schauspieler
- David Franklyn Williams (* 1944), britischer Hochschullehrer für Biomaterialwissenschaften
- David Glyndwr Tudor Williams (1930–2009), britischer Jurist und Hochschullehrer
- David James Williams (* 1954), kanadischer Eishockeystürmer, siehe Tiger Williams
- David Ricardo Williams (1923–1999), kanadischer Jurist, Historiker und Schriftsteller
- David Rogerson Williams (1776–1830), US-amerikanischer Politiker
- Dawne Williams, Bankerin in St. Kitts und Nevis
- Dean Williams (* 1956), australischer Squashspieler
- Del-Angelo Williams (* 1993), deutscher Fußballspieler
- Delaney Williams (* 1962), US-amerikanischer Schauspieler
- Delano Williams (* 1993), britischer Sprinter
- Dell Williams (1922–2015), US-amerikanische Unternehmerin
- Demorrio Williams (* 1980), US-amerikanischer Footballspieler
- Deniece Williams (* 1951), US-amerikanische Sängerin
- Denis Williams (1923–1998), guyanischer Künstler, Autor und Archäologe
- Denys Williams (1929–2014), barbadischer Politiker und Jurist
- Denzil Williams (* 1938), walisischer Rugby-Union-Spieler
- Derek Williams (Filmemacher) (1929–2021), britischer Filmregisseur, Drehbuchautor, Kameramann und Filmschaffender
- Derek Williams (Boxer) (* 1965), britischer Boxer
- Deron Williams (* 1984), US-amerikanischer Basketballspieler
- Derrick Williams (Leichtathlet) (* 1982), US-amerikanischer Leichtathlet
- Derrick Williams (Footballspieler) (* 1986), US-amerikanischer Footballspieler
- Derrick Williams (Basketballspieler) (* 1991), US-amerikanischer Basketballspieler
- Derrick Williams (Fußballspieler) (* 1993), irischer Fußballspieler
- Desai Williams (1959–2022), kanadischer Leichtathlet
- Desmond A. Williams (1930–2006), irischer Geistlicher, Weihbischof in Dublin
- Desney Williams (* 1969), antiguanischer Tennisspieler
- Dessima Williams, grenadische Diplomatin, Botschafterin und Hochschullehrerin
- Devon Williams (Fußballspieler) (Devon Chesterton Williams, * 1992), jamaikanischer Fußballspieler
- Devon Williams (Rugbyspieler) (Devon Frank Williams, * 1992), südafrikanischer Rugby-Union-Spieler
- Devon Williams (Leichtathlet) (* 1994), US-amerikanischer Zehnkämpfer
- Devon Williams (Baseballspieler) (Devin Terran Williams, * 1994), US-amerikanischer Baseballspieler
- Devon Williams (Musiker), US-amerikanischer Gitarrist und Sänger der Bands Osker, Fingers Cut Megamachine und Lavender Diamond
- Devonia Williams (1924–1967), US-amerikanische R&B-Pianistin und Sängerin
- Dewi Rhys Williams, walisischer Schauspieler
- Diane Williams (* 1960), US-amerikanische Leichtathletin
- Diane Williams (Schriftstellerin) (* 1946), US-amerikanische Schriftstellerin und Herausgeberin der Literaturzeitschrift NOON
- Dick Williams (1929–2011), US-amerikanischer Baseballspieler
- Dick Anthony Williams (1934–2012), US-amerikanischer Theater- und Filmschauspieler
- Dicoy Williams (* 1986), jamaikanischer Fußballspieler
- Dioh Williams (* 1984), liberianischer Fußballspieler
- Doc Williams (1914–2011), US-amerikanischer Musiker
- Dominic Williams (1947–1984), australischer Biogeograph, Biomorphologe und Paläontologe
- Domon Williams (* 1996), guyanischer Leichtathlet
- Domonique Williams (* 1994), Sprinterin aus Trinidad und Tobago
- Don Williams (Sänger) (Donald Ray Williams; 1939–2017), US-amerikanischer Sänger und Songwriter
- Don Williams (Pokerspieler) (1942–2013), US-amerikanischer Pokerspieler
- Donald Williams (Basketballspieler) (Donald E. Williams Jr.; * 1973), US-amerikanischer Basketballspieler
- Donald Cary Williams (1899–1983), US-amerikanischer Philosoph
- Donald E. Williams (Donald Edward Williams; 1942–2016), US-amerikanischer Astronaut
- Donna Williams (1963–2017), australische Schriftstellerin und Künstlerin
- Doug Williams (* 1955), US-amerikanischer American-Football-Spieler und -Trainer
- Douglas O. Williams (1917–1993), US-amerikanischer Tontechniker
- Duane Williams (* 1979), barbadischer Tennisspieler
- Dudley Williams (Richter) (1889–1963), australischer Richter
- Dudley Williams (Beamter) (1909–1985), australischer Beamter
- Dudley Williams (Biochemiker) (1937–2010), britischer Biochemiker
- Dudley Williams (Tänzer) (1938–2015), US-amerikanischer Tänzer
- Dyfri Williams (* 1952), britischer Klassischer Archäologe

### E
- E. J. Williams (Evans James Williams; 1903–1945), walisischer Physiker, siehe Evan James Williams

- Earl Larkin Williams (1903–1974), US-amerikanischer Astronom und Mathematiker
- Earl Williams (Sänger) (1930–2018), US-amerikanischer Gospelsänger
- Earl Williams (Musiker) (1938–2013), US-amerikanischer Jazzmusiker
- Earl Williams (Basketballspieler) (* 1951), US-amerikanischer Basketballspieler
- Earl Williams (Politiker) (* 1964), dominikanischer Politiker
- Ed Williams, US-amerikanischer Schauspieler
- Eddie Williams (Saxophonist) (* um 1910), US-amerikanischer Jazzmusiker
- Eddie Williams (Bassist) (1912–1995), US-amerikanischer Bassist
- Eddie N. Williams (1932–2017), politischer Analyst und Bürgerrechtler
- Edith Peers-Williams († 1897), britische Adelige
- Edlorn Williams, Fußballspieler für Antigua und Barbuda
- Edson Williams (* 1966), US-amerikanischer Spezialeffektkünstler
- Edward Williams (1747–1826), walisischer Wissenschaftler, Autor und Geschäftsmann
- Edward Williams (Maler) (1781–1855), britischer Maler
- Edward Williams (Ruderer) (1888–1915), britischer Ruderer
- Edward Williams, Baron Francis-Williams (1903–1970), britischer Journalist
- Edward Ellerker Williams (1793–1822), britischer Kolonialoffizier und Tagebuchautor
- Edward Gordon Williams (1888–1915), britischer Ruderer
- Edward Ingouville-Williams (1861–1916), britischer Major-General im Ersten Weltkrieg
- Edwin Bucher Williams (1891–1975), US-amerikanischer Romanist, Hispanist, Lusitanist und Lexikograf
- Eirian Williams (* 1955), walisischer Snookerschiedsrichter
- Ekundayo Williams (* 1977), sierra-leonische Leichtathletin
- Eleanor Williams (* 2000), Frau
- Elihu S. Williams (1835–1903), US-amerikanischer Politiker
- Elijah Williams (1809–1854), englischer Schachspieler
- Elizabeth Williams (Pädagogin) (1895–1986), britische Mathematikerin, Pädagogin und Hochschullehrerin
- Elizabeth Williams (Fotografin) (* 1924), US-amerikanische Fotografin
- Elizabeth Williams (Produzentin) (* um 1949), US-amerikanische Produzentin und Kunsthistorikerin
- Elizabeth Williams (Radsportlerin) (* 1983), australische Radsportlerin
- Elizabeth Williams (Rollstuhltennisspielerin) (* 1985), US-amerikanische Rollstuhltennisspielerin
- Elizabeth Williams (Basketballspielerin) (* 1993), US-amerikanische Basketballspielerin
- Elizabeth Langdon Williams (1879–1981), US-amerikanische Mathematikerin, Physikerin und Astronomin
- Ellen Dinalo Williams (* 1972), amerikanische Schauspielerin
- Elmer Williams (1905–1962), US-amerikanischer Jazzmusiker
- Elmo Williams (1913–2015), US-amerikanischer Filmeditor, Filmproduzent und Filmregisseur
- Eliud Williams (* 1948), dominicanischer Politiker
- Elton Williams (* 1973), Fußballspieler aus Montserrat
- Elvis Williams (* 1979), Fußballspieler für die Britischen Jungferninseln
- Emily Williams (1869–1942), US-amerikanische Architektin
- Emlyn Williams (1905–1987), walisischer Schauspieler
- Emerick Williams (* 1984), guyanischer Fußballspieler
- Emmett Williams (1925–2007), US-amerikanischer Dichter und Performance-Künstler
- Eric Williams (Drehbuchautor), US-amerikanischer Drehbuchautor
- Eric Williams (Sänger) (* 1960), US-amerikanischer Sänger, Mitglied von BLACKstreet
- Eric Williams (Footballspieler) (* 1962), US-amerikanischer American-Football-Spieler
- Eric Williams (Basketballspieler, 1972) (* 1972), US-amerikanischer Basketballspieler
- Eric Williams (Basketballspieler, 1984) (* 1984), US-amerikanischer Basketballspieler
- Eric Eustace Williams (1911–1981), Politiker aus Trinidad und Tobago
- Erik Williams (* 1968), US-amerikanischer American-Football-Spieler
- Ernest Williams (Fußballspieler) (1882–1943), englischer Fußballspieler
- Ernest Edward Williams (1914–1998), US-amerikanischer Zoologe
- Ernest Hodder-Williams (1873–1941), britischer Verleger
- Errol Williams (* 1939), US-amerikanischer Hochspringer
- Erskim Williams (* 1994), dominicanischer Fußballspieler
- Essie Mae Washington-Williams (1925–2013), US-amerikanische Schriftstellerin
- Esther Williams (1921–2013), US-amerikanische Schwimmerin und Schauspielerin
- Ethel Williams (1863–1948), britische Medizinerin und Frauenrechtlerin
- Evan Williams (Sänger) (1867–1918), US-amerikanischer Opernsänger (Tenor)
- Evan Williams (Fußballspieler) (1943–2025), schottischer Fußballspieler
- Evan Williams (Unternehmer) (* 1972), US-amerikanischer Internetunternehmer
- Evan Williams (Schauspieler) (* 1985), kanadischer Schauspieler
- Evan Williams (Squashspieler) (* 1989), neuseeländischer Squashspieler
- Evan James Williams (1903–1945), britischer Physiker
- Evelyn Monier-Williams († 2015), britischer Jurist

### F
- Fannie Barrier Williams (1855–1944), US-amerikanische Pädagogin, Bürgerrechtsaktivistin und Frauenrechtlerin
- Fara Williams (* 1984), englische Fußballspielerin
- Fat Man Williams (Dave Albert Williams; 1920–1982), US-amerikanischer Pianist und Sänger
- Fess Williams (1894–1975), US-amerikanischer Jazzmusiker und Bandleader
- Finty Williams (* 1972), britische Schauspielerin
- Fiona Williams (* 1947), britische Sozialwissenschaftlerin
- Floyd Williams (* 1964), Tennisspieler aus Trinidad und Tobago
- Francis Williams (Polyhistor) (ca. 1690–ca. 1770), jamaikanischer Astronom und Lyriker
- Francis Williams (Musiker) (auch Franc Williams; 1910–1983), US-amerikanischer Jazztrompeter
- Francis Edgar Williams (1893–1943), australischer Anthropologe
- Francis Xavier Williams (1882–1967), US-amerikanischer Insektenkundler
- Frank Williams (Schauspieler) (1931–2022), englischer Schauspieler
- Frank Williams (Schriftsteller), Schriftsteller
- Frank Williams (Architekt) (1936–2010), US-amerikanischer Architekt
- Frank Williams (1942–2021), britischer Unternehmer und Motorsportmanager
- Frank Williams (Baseballspieler) (1958–2009), US-amerikanischer Baseballspieler
- Frank Williams (Basketballspieler) (* 1980), US-amerikanischer Basketballspieler
- Fred Williams (Schlagzeuger) (Frederick Louis Williams, auch Black Fred Williams; * um 1910), US-amerikanischer Blues- und Jazzmusiker
- Fred Williams (Künstler) (1927–1982), australischer Maler und Grafiker
- Fred Williams (Friedrich Wilhelm Löcherer; * 1938),  deutscher Schauspieler
- Fred Williams (Bassist) (* um 1940), US-amerikanischer Jazzmusiker
- Fred Williams (Basketballspieler) (* 1973), US-amerikanischer Basketballspieler
- Freddie Williams (Bahnsportler) (1926–2013), walisischer Speedwayfahrer
- Freddie Williams (Geschäftsmann) (1942–2008), schottischer Geschäftsmann und Buchmacher
- Freddie Williams (Leichtathlet) (* 1962), kanadischer Leichtathlet
- Freddie Williams (Comicautor), US-amerikanischer Comicautor
- Frederic Calland Williams (auch Freddie Williams; 1911–1977), britischer Ingenieur
- Frederick Williams, englischer Fußballspieler
- Fred Williams (Schlagzeuger) (* um 1910), eigentlich Frederick Louis Williams, US-amerikanischer Musiker
- Frederick Ballard Williams (1871–1956), US-amerikanischer Landschafts- und Figurenmaler
- Frederick Newton Williams (1862–1923), englischer Botaniker
- Frederick Theophilus Williams (1906–1977), Politiker aus St. Kitts und Nevis
- Freedom Williams (* 1966), US-amerikanischer Rapper

### G
- G. Mennen Williams (1911–1988), US-amerikanischer Politiker
- Gabby Williams (* 1996), US-amerikanisch-französische Basketballspielerin
- Galmo Williams (* 1966), Politiker der Turks- und Caicosinseln (PNP)
- Gardner Williams (1877–1933), US-amerikanischer Schwimmer
- Gareth Williams (Fußballspieler, 1941) (* 1941), englischer Fußballspieler
- Gareth Williams (Fußballspieler, 1967) (* 1967), englischer Fußballspieler
- Gareth Williams (Pianist) (* 1968), britischer Jazzpianist
- Gareth Williams (Schauspieler, USA), US-amerikanischer Schauspieler
- Gareth Williams (Tennisspieler) (* 1975), südafrikanischer Tennisspieler
- Gareth Williams (Rugbyspieler) (Gareth John Williams; * 1979), walisischer Rugby-Union-Spieler
- Gareth Williams (Fußballspieler, 1981) (* 1981), schottischer Fußballspieler
- Gareth Williams (Fußballspieler, 1982) (* 1982), walisischer Fußballspieler
- Gareth Williams (Schauspieler, Neuseeland) (* 1987), neuseeländischer Schauspieler
- Gareth D. Williams, US-amerikanischer Klassischer Philologe
- Gareth Vaughan Williams (* 1965), US-amerikanischer und aus dem Vereinigten Königreich stammender Astronom
- Gareth Wyn Williams (1941–2003), britischer Politiker
- Gareth Williams (1978–2010), walisischer Mathematiker und Mitarbeiter des MI6
- Gary Williams (Basketballtrainer, 1945) (* 1945), US-amerikanischer Basketballtrainer
- Gary Williams (Basketballtrainer, 1953) (* 1953), US-amerikanischer Basketballtrainer
- Gary Williams (Boxer) (* 1957), australischer Boxer
- Gary Williams (Fußballspieler) (* 1960), englischer Fußballspieler
- Gary Williams (Skeletonpilot) (1957–2015), britischer Skeletonpilot
- Gary Anthony Williams (* 1966), US-amerikanischer Schauspieler, Drehbuchautor, Produzent und Regisseur
- Gaston Bart-Williams (1938–1990), sierra-leonischer Oppositioneller, Journalist, Regisseur, Schriftsteller und Künstler
- Gavaskar Williams (* 1971), antiguanischer Tennisspieler
- Gavin Williams (Rugbyspieler) (* 1979), neuseeländisch-samoanischer Rugby-Union-Spieler
- Gavin Williams (Fußballspieler) (* 1980), walisischer Fußballspieler
- Gavin Williams (Baseballspieler) (* 1999), US-amerikanischer Baseballspieler
- Gene Williams, US-amerikanischer Jazz-Sänger und Bandleader
- Genelle Williams (* 1984), kanadische Schauspielerin
- Geoff Williams (* 1957), englischer Squashspieler
- Geoffrey Williams (* 1965), britischer Sänger und Songwriter
- George Williams (CVJM) (1821–1905), englischer Gründer des CVJM in London
- George Williams (Fußballspieler, 1862) (1862–??), walisischer Fußballspieler
- George Williams (Fußballspieler, 1879) (1879–1916), walisischer Fußballspieler
- George Williams (Fußballspieler, 1882) (1882–1939), englischer Fußballspieler
- George Williams (Fußballspieler, September 1897) (1897–??), englischer Fußballspieler
- George Williams (Fußballspieler, Oktober 1897) (1897–1957), englischer Fußballspieler
- George Williams (Fußballspieler, 1914) (1914–1993), walisischer Fußballspieler
- George Williams (Rugbyspieler) (* 1994), englischer Rugby-League-Spieler
- George Williams (Fußballspieler, 1993) (* 1993), englischer Fußballspieler
- George Williams (Fußballspieler, 1995) (* 1995), walisischer Fußballspieler
- George A. Williams (1864–1946), US-amerikanischer Politiker
- George C. Williams (1926–2010), US-amerikanischer Evolutionsbiologe
- George Dale Williams (1917–1988), US-amerikanischer Arrangeur, Pianist und Komponist
- George F. Williams (1852–1932), US-amerikanischer Politiker
- George F. Williams (General), * (um 1959), pensionierter Generalmajor der US Air Force
- George H. Williams (1823–1910), US-amerikanischer Jurist und Politiker
- George Hara Williams (1894–1945), kanadischer Politiker
- George Howard Williams (1871–1963), US-amerikanischer Politiker
- George Huntington Williams (1856–1894), US-amerikanischer Geologe
- George Huntington Williams (1892–1992), US-amerikanischer Mediziner
- George Huntston Williams (1914–2000), US-amerikanischer unitarischer Theologe
- George R. Williams (1935–2004), US-amerikanischer Soulsänger und Komponist, Mitglied der Band The Tymes
- George S. Williams (1877–1961), US-amerikanischer Politiker
- George Washington Williams (1849–1891), amerikanischer Bürgerkriegssoldat, Baptistenpriester, Politiker, Anwalt, Journalist und Schriftsteller
- Georgia Williams (* 1993), neuseeländische Radsportlerin
- Geraint Williams (* 1962), walisischer Fußballspieler
- Gerard Williams (* 1988), Fußballspieler aus St. Kitts & Nevis
- Gerwyn Williams (1924–2009), walisischer Rugby-Union-Spieler
- Gigi Williams (* 1950), US-amerikanische Maskenbildnerin
- Glen Garfield Williams (1923–1994), britischer Theologe, Kirchenmanager, Ökumeniker und Friedensaktivist
- Glanmor Williams (1920–2005), walisischer Historiker
- Glenn Williams (Tonmeister), US-amerikanischer Tonmeister
- Glenn Williams (Basketballspieler) (1954–2017), US-amerikanischer Basketballspieler
- Glenn Williams (Baseballspieler) (* 1977), australischer Baseballspieler
- Glenn Williams (Rennfahrer), neuseeländischer Motorradrennfahrer
- Glanville Llewelyn Williams (1911–1997), britischer Rechtsgelehrter
- Glyndwr Williams (1932–2022), britischer Historiker
- Gordon Williams (Autor) (1934–2017), britischer Drehbuchautor und Schriftsteller
- Gordon Williams (Filmeditor) (* 1979), kanadischer Filmeditor
- Gordon E. Williams (1935–2018), Generalmajor der US Air Force
- Gordon Roland Williams (1914–1996), US-amerikanischer Bibliothekar
- Gordon Willis Williams (1926–2010), US-amerikanischer Klassischer Philologe
- Grace Alele-Williams (1932–2022), nigerianische Mathematikerin und Hochschullehrerin
- Grant Williams (Basketballspieler) (* 1998), US-amerikanischer Basketballspieler
- Grant Williams (Rugbyspieler) (* 1996), südafrikanischer Rugby-Union-Spieler
- Grant Williams (Schauspieler) (1931–1985), US-amerikanischer Schauspieler
- Greedy Williams (* 1997), US-amerikanischer American-Football-Spieler
- Gregory Alan Williams (* 1956), US-amerikanischer Schauspieler und Autor
- Griff Williams (1911–1959), US-amerikanischer Pianist und Bigbandleader
- Griffith John Williams (1892–1963), walisischer Akademiker
- Guinn Williams (Politiker) (1871–1948), US-amerikanischer Politiker
- Guinn Williams (Schauspieler) (Big Boy; 1899–1962), US-amerikanischer Schauspieler
- Gunther Gebel-Williams (1934–2001), deutsch-amerikanischer Dompteur
- Gus Williams (Komiker) (1848–1915), US-amerikanischer Komiker und Songwriter
- Gus Williams (Musiker, 1937) (1937–2010), australischer Countrymusiker und Aborigines-Führer
- Gus Williams (Musiker, 1947) (geb. Guus Willemse; * 1947), niederländischer Musiker
- Gus Williams (Basketballspieler) (1953–2025), US-amerikanischer Basketballspieler
- Gus Williams (Schauspieler), US-amerikanischer Stuntman und Schauspieler
- Guy Williams (Schauspieler) (1924–1989), US-amerikanischer Schauspieler
- Guy Williams (Spezialeffektkünstler) (* 1969/1970), US-amerikanischer Spezialeffektkünstler
- Guy Williams (Reiter) (* 1971), britischer Springreiter
- Gwilym Owen Williams (1913–1990), britischer Bischof

### H
- Hank Williams (1923–1953), US-amerikanischer Countrymusiker
- Hank Williams, Jr. (* 1949), US-amerikanischer Countrymusiker
- Hank Williams III (* 1972), US-amerikanischer Punk- und Countrymusiker
- Hannah Williams (Schauspielerin) (1911–1973), US-amerikanische Schauspielerin
- Hannah Williams (Sprinterin) (* 1998), britische Hürdenläuferin
- Hannah Williams (Sängerin), britische Sängerin
- Harcourt Williams (1880–1957), britischer Schauspieler sowie Theaterregisseur
- Hari Williams, US-amerikanischer Schauspieler, Synchronsprecher, Drehbuchautor, Filmproduzent und Filmregisseur
- Harland Williams (* 1962), kanadischer Schauspieler
- Harold Williams (Journalist), (1876–1928), neuseeländischer Journalist
- Harold Williams (Sänger) (1893–1976), australischer Sänger (Bariton)
- Harold Williams (Fußballspieler) (1924–2014), walisischer Fußballspieler
- Harold Williams (Geologe) (1934–2010), kanadischer Geologe
- Harold Williams, eigentlicher Name von Harold Perrineau, Jr. (* 1963), US-amerikanischer Schauspieler
- Harold Claude Noel Williams (1914–1990), südafrikanischer Geistlicher
- Harold Ivory Williams (Bischof) (1921–2014), US-amerikanischer Bischof
- Harold Ivory Williams (Musiker) (1949–2010), US-amerikanischer Musiker
- Harvey D. Williams (1864–1931), US-amerikanischer Ingenieur und Erfinder
- Harrison Williams (Leichtathlet) (* 1996), US-amerikanischer Leichtathlet
- Harrison A. Williams (1919–2001), US-amerikanischer Politiker
- Harry Williams (Fußballspieler, 1883) (* 1883; † unbekannt), englischer Fußballspieler
- Harry Williams (Fußballspieler, 1898) (1898–1980), englischer Fußballspieler
- Harry Williams (Fußballspieler, 1951) (* 1951), australischer Fußballspieler
- Harry Williams (Rugbyspieler) (* 1991), englischer Rugby-Union-Spieler
- Harry Williams (Tiertrainer) (1902–1951), britischer Tiertrainer
- Harry Gregson-Williams (* 1961), britischer Filmkomponist, Musikproduzent und Dirigent
- Hayley Williams (* 1988), US-amerikanische Sängerin
- Heathcote Williams (1941–2017), britischer Dichter, Dramatiker und Schauspieler
- Heather Williams, Pseudonym von Tui Sutherland (* 1978), Schriftstellerin
- Helen Maria Williams (1759–1827), Schriftstellerin, Dichterin und Übersetzerin
- Helen Williams (Model) (1935–2023), US-amerikanisches Model
- Helene Williams, US-amerikanische Sängerin
- Henria Leech Williams (1867–1911),  englisch-britische Suffragette
- Henrik Williams (* 1958), schwedischer Skandinavist und Runologe
- Henry Williams (Cromwell) († 1604), englischer Adliger, Großvater von Oliver Cromwell
- Henry Williams (Wales), walisischer Politiker
- Henry Williams, 2. Baronet (um 1635–1666), walisischer Politiker
- Henry Williams (Missionar) (1792–1867), englischer Missionar
- Henry Williams (Politiker, 1805) (1805–1887), US-amerikanischer Politiker (Massachusetts)
- Henry Williams (Politiker, 1823) (1823–1907), neuseeländischer Politiker
- Henry Williams (1907–1962), US-amerikanischer Blues- und Jazzsänger und Tänzer, siehe Rubberlegs Williams
- Henry Williams Jr. (1917–2002), US-amerikanischer Golfer
- Henry Williams (Cricketspieler) (* 1967), südafrikanischer Cricketspieler
- Henry Williams (Basketballspieler) (1970–2018), US-amerikanischer Basketballspieler
- Henry Williams (Schauspieler), neuseeländischer Schauspieler
- Henry Smith Williams (1863–1943), US-amerikanischer Arzt und Autor
- Henry Harvey Williams (1917–2004), vincentischer Generalgouverneur von St. Vincent und die Grenadinen
- Henry Herbert Williams (1872–1961), englischer Bischof
- Henry Horace Williams (1858–1940), US-amerikanischer Philosoph
- Henry L. Williams (1869–1931), US-amerikanischer Footballspieler und -trainer
- Henry L. Williams, bekannt als Gizmo Williams (* 1962), US-amerikanischer Footballspieler
- Herbert Williams (1908–1990), US-amerikanischer Segler und Olympiateilnehmer
- Hayley J. Williams, britische Schauspielerin
- Hezekiah Williams (1798–1856), US-amerikanischer Politiker
- Holly Williams (* 1981), US-amerikanische Countrysängerin, Songwriterin und Gitarristin
- Holman Williams (1915–1967), US-amerikanischer Boxer im Mittelgewicht
- Horatio Burt Williams (1877–1955), US-amerikanischer Mediziner
- Howard Williams (Jazzmusiker) (1929/1930–2018), US-amerikanischer Jazzmusiker
- Howard Williams (Dirigent) (* 1947), britischer Dirigent
- Howel Williams (1898–1980), US-amerikanischer Geologe und Vulkanologe
- Howie Williams (* 1981), vincentischer Fußballspieler
- Hugh Williams, Pseudonym von Wilhelm Grosz (1894–1939), österreichischer Pianist und Komponist
- Hugh Williams (Schauspieler) (1904–1969), englischer Schauspieler und Autor
- Hugh C. Williams (* 1943), kanadischer Mathematiker
- Hugh William Williams (1773–1829), schottischer Maler
- Hugo Williams (* 1942), britischer Schriftsteller
- Hype Williams (* 1970), US-amerikanischer Regisseur
- Hywel Williams (Leichtathlet) (* 1929), britischer Leichtathlet
- Hywel Williams (Politiker) (* 1953), walisischer Politiker
- Hywel Williams (Historiker), Historiker und Autor
- Hywel Williams-Ellis (auch Hywel Williams Ellis), britischer Schauspieler

### I
- Ian Williams (Fechter) (* 1967), britischer Fechter
- Ian Williams (Tennisspieler) (* 1971), US-amerikanischer Tennisspieler
- Ian Williams (Autor) (* 1979), kanadischer Dichter und Prosaautor
- Ifan Williams (Geiger) (1889–1957), kanadischer Geiger, Dirigent und Musikpädagoge
- Ifan Williams (Cellist) (* 1945), kanadischer Cellist und Musikpädagoge
- Ifor Williams (1881–1965), britischer Keltologe
- Ike Williams (1923–1994), US-amerikanischer Boxer
- Ikyjah Williams (* 2003), Fußballspieler der Britischen Jungferninseln
- Imani Williams (* 1999), britische Sängerin und Songwriterin
- Iñaki Williams (* 1994), spanisch-ghanaischer Fußballspieler
- Innes Williams († 2013), britischer Mediziner
- Ion James Muirhead Williams (1912–2001), südafrikanischer Ingenieur und Botaniker
- Isaac Williams junior (1777–1860), US-amerikanischer Politiker
- Isadora Williams (* 1996), brasilianische Eiskunstläuferin
- Ivy Williams (1877–1966), britische Anwältin und Hochschullehrerin
- Iwan P. Williams, britischer Astronom und Asteroidenentdecker

### J
- J. Williams (Tennisspielerin), australische Tennisspielerin
- J. Williams (Sänger) (Joshua Elia Williams; * 1986), neuseeländischer Sänger
- J. D. Williams (* 1978), US-amerikanischer Schauspieler
- J. H. Williams III (Jim Williams; * 1965), US-amerikanischer Comiczeichner
- J. J. Williams (John James Williams; 1948–2020), walisischer Rugby-Union-Spieler
- J. Mayo Williams (Jay Mayo Williams; 1894–1980), US-amerikanischer Musikproduzent und American-Football-Spieler
- J. P. R. Williams (John Peter Rhys Williams, JPR Williams; 1949–2024), walisischer Rugby-Union-Spieler
- J. Terry Williams (1930–2015), US-amerikanischer Filmeditor
- Jackie Williams (1933–2023), US-amerikanischer Jazzmusiker
- Jalen Williams (* 2001), US-amerikanischer Basketballspieler
- Jamaal Williams (* 1995), US-amerikanischer American-Football-Spieler
- James Williams (Offizier) (1740–1780), US-amerikanischer Offizier
- James Williams (Politiker, 1822) (1822–1892), US-amerikanischer Arzt und Politiker (Ohio)
- James Williams (Politiker, 1825) (1825–1899), US-amerikanischer Politiker (Delaware)
- James Williams (Hockeyspieler) (1878–1929), britischer Hockeyspieler
- James Williams (Astronom), US-amerikanischer Astronom
- James Williams (Fußballspieler, I), irischer Fußballspieler
- James Williams (Fechter, 1966) (* 1966), britischer Fechter
- James Williams (Footballspieler, 1960) (* 1968), US-amerikanischer Football-Spieler
- James Williams (Footballspieler, 1967) (* 1967), US-amerikanischer Football-Spieler
- James Williams (Footballspieler, 1968) (* 1968), US-amerikanischer Football-Spieler
- James Williams (Schiedsrichter) (* 1979), US-amerikanischer Basketballschiedsrichter
- James Williams (Fechter, 1985) (* 1985), US-amerikanischer Fechter
- James Williams (Fußballspieler, 1884) (1884–1916), walisischer Fußballspieler
- James Williams (Musiker) (1951–2004), US-amerikanischer Jazzpianist
- James Williams (Leichtathlet) (* 1991), britischer Leichtathlet
- James A. Williams (* 1932), US-amerikanischer Armeegeneral
- James D. Williams (1808–1880), US-amerikanischer Politiker
- James David Williams (* 1941), US-amerikanischer Fischkundler
- James E. Williams (1826–1900), US-amerikanischer Politiker
- James H. Williams (1926–2016), US-amerikanischer Politiker
- James Kendrick Williams (* 1936), US-amerikanischer Geistlicher
- James M. Williams (1948–2011), US-amerikanischer Elektrotechniker
- James Otis Williams (* 1968), US-amerikanischer American-Football-Spieler
- James R. Williams (1850–1923), US-amerikanischer Politiker
- James Wray Williams (1792–1842), US-amerikanischer Politiker
- Jameson Williams (* 2001), US-amerikanischer American-Football-Spieler
- Jan Williams (* 1939), US-amerikanischer Perkussionist, Dirigent und Musikpädagoge
- Jan-Michael Williams (* 1984), trinidadisch-tobagischer Fußballtorhüter
- Jana Williams (* 1980), US-amerikanische Fotografin und Schauspielerin
- Jane Williams (geb. Jane Cleveland; 1798–1884), britische Widmungsträgerin von Gedichten
- Jane Williams (Ysgafell) (1806–1885), walisische Historikerin und Autorin
- Janet Williams, US-amerikanische Sopranistin
- Jared Williams (1766–1831), US-amerikanischer Politiker
- Jared W. Williams (1796–1864), US-amerikanischer Politiker

- Jason Williams (australischer Basketballspieler) (* 1975), australischer Basketballspieler
- Jason Williams (Rugbyspieler) (* 1966), neuseeländischer Rugby-League-Spieler
- Jason Williams (Eishockeyspieler) (* 1980), kanadischer Eishockeyspieler
- Jason Williams (Fußballspieler) (* 1984), bermudischer Fußballspieler
- Jason Williams (* 1977), US-amerikanischer Graffitikünstler siehe: Revok
- Jason Williams (Snookerspieler), kanadischer Snookerspieler
- Jason Chandler Williams (* 1975), US-amerikanischer Basketballspieler, siehe Jason Williams (Basketballspieler, 1975)
- Jason David Williams (* 1981), US-amerikanischer Basketballspieler, siehe Jay Williams (Basketballspieler)
- Jason James Williams (* 1983), US-amerikanischer Basketballspieler, siehe Jason Williams (Basketballspieler, 1983)
- Javonte Williams (* 2000), US-amerikanischer American-Football-Spieler
- Jay Williams (Schriftsteller) (1914–1978), US-amerikanischer Schriftsteller
- Jay Williams (Footballspieler) (Jay Omar Williams; * 1971), US-amerikanischer American-Football-Spieler
- Jay Williams (Politiker) (* 1971), US-amerikanischer Politiker
- Jay Williams (Basketballspieler) (Jason David Williams; * 1981), US-amerikanischer Basketballspieler
- Jay Williams (Schauspieler), kanadischer Schauspieler
- Jayson Williams (* 1968), US-amerikanischer Basketballspieler
- Jeff Williams (Musiker) (* 1950), US-amerikanischer Schlagzeuger
- Jeff Williams (Manager), Chief Operating Officer bei Apple Inc.
- Jeff Williams (Radsportler) (* 1958), britischer Radrennfahrer
- Jeff Williams (Beachvolleyballspieler) (* 1965), US-amerikanischer Beachvolleyballspieler
- Jeff Williams (Leichtathlet) (Jeffrey Williams; * 1965), US-amerikanischer Sprinter
- Jeff Williams (Baseballspieler) (Jeffrey Francis Williams; * 1972), australischer Baseballspieler
- Jeff Williams (Eishockeyspieler) (* 1976), kanadischer Eishockeyspieler
- Jeff Williams (Fußballspieler) (* 1982), barbadischer Fußballspieler
- Jeff Williams (Pokerspieler) (* 1986), US-amerikanischer Pokerspieler
- Jeffrey N. Williams (* 1958), US-amerikanischer Astronaut
- Jenni Williams (* 1962), simbabwische Menschenrechtlerin
- Jeremiah Williams (Politiker) (Thomas Jeremiah Williams; 1872–1919), britischer Politiker
- Jeremiah Williams (Pokerspieler) (* 1998/1999), US-amerikanischer Pokerspieler
- Jeremiah M. P. Williams († 1884), US-amerikanischer baptistischer Prediger und Politiker
- Jeremiah Norman Williams (1829–1915), US-amerikanischer Jurist und Politiker
- Jeremy Williams, zwischenzeitlicher Künstlername von Jeremy Fragrance (* 1989), deutscher Influencer
- Jeremy Williams (Boxer) (Jeremy Allen Williams; * 1972), US-amerikanischer Boxer
- Jeremy Williams (Cricketspieler) (* 1979), britischer Cricketspieler
- Jeremy Williams (Eishockeyspieler) (* 1984), kanadischer Eishockeyspieler
- Jeremy Williams (Footballspieler) (* 1991), US-amerikanischer American- und Canadian-Football-Spieler
- Jeremy Williams (Rugbyspieler) (* 2000), australischer Rugby-Union-Spieler
- Jeremy Williams (Schauspieler) (* 1982), britischer Schauspieler und Model
- Jeremy Huw Williams (* 1969), britischer Sänger (Bariton)
- Jerry Williams (Moderator) (eigentlich Gerald Jacoby; 1923?–2003), US-amerikanischer Hörfunkmoderator
- Jerry Williams (Sänger) (eigentlich Sven Erik Fernström: 1942–2018), schwedischer Sänger und Schauspieler
- Jerry Williams (Fußballspieler) (* 1960), englischer Fußballspieler
- Jerry Williams (Tennisspieler) (* 1962), Tennisspieler von Antigua und Barbuda
- Jerry Williams (Basketballspieler) (* 1979), US-amerikanischer Basketballspieler
- Jerry Lynn Williams (1948–2005), US-amerikanischer Sänger und Komponist
- Jerry R. Williams (1923–1998), US-amerikanischer American-Football-Spieler und -Trainer
- Jesse Williams (Fußballspieler, 1903) (1903–1972), walisischer Fußballspieler
- Jesse Williams (Schauspieler) (* 1981), US-amerikanischer Schauspieler
- Jesse Williams (Leichtathlet) (* 1983), US-amerikanischer Hochspringer
- Jesse Williams (Footballspieler) (* 1990), australischer American-Football-Spieler
- Jesse Williams (Fußballspieler, 2001) (* 2001), trinidadischer Fußballspieler
- Jesse Lynch Williams (1871–1929), US-amerikanischer Journalist, Schriftsteller und Dramatiker
- Jessie Williams (* 1999), britische Schauspielerin
- Jessica Williams (Musikerin) (Jessica Jennifer Williams; 1948–2022), US-amerikanische Jazzpianistin
- Jessica Williams (Schauspielerin) (Jessica Renee Williams; * 1989), US-amerikanische Schauspielerin und Komikerin
- Jett Williams (* 1953), US-amerikanische Country-Sängerin
- Jett Williams (Baseballspieler) (* 2003), US-amerikanischer Baseballspieler
- Jillian Camarena-Williams (* 1982), US-amerikanische Kugelstoßerin
- Jim Williams (Schriftsteller) (* 1947), britischer Schriftsteller
- Jim Williams (1948–2011), US-amerikanischer Pionier bei der Entwicklung analoger integrierter Schaltkreise, siehe James M. Williams
- Jim Williams (* 1965), US-amerikanischer Comiczeichner, siehe J. H. Williams III
- Jim Williams (Rugbyspieler) (* 1968), australischer Rugby-Union-Spieler
- Jim Williams (Dartspieler) (* 1984), walisischer Dartspieler
- Jim Williams (Komponist), britischer Komponist
- Jimy Williams (* 1943), US-amerikanischer Baseballspieler und -manager
- Joan C. Williams (* 1952), US-amerikanische Juristin und Geschlechterforscherin
- Joanna Williams (* 1981), britische Shorttrackerin
- JoBeth Williams (* 1948), US-amerikanische Schauspielerin
- Jodean Williams (* 1993), jamaikanische Sprinterin
- Jodie Williams (* 1993), britische Sprinterin
- Jody Williams (Bluesmusiker) (1935–2018), US-amerikanischer Bluesgitarrist
- Jody Williams (* 1950), US-amerikanische Menschenrechts-Aktivistin
- Joe Williams (1918–1999), US-amerikanischer Sänger
- Joe Williams (Politiker) (um 1938–2020), Politiker der Cook-Inseln
- Joe Williams (Footballspieler) (* 1947), US-amerikanischer American-Football-Spieler
- Joe Williams (Filmkritiker) (1958–2015), US-amerikanischer Filmkritiker und Autor
- Joe Williams (Schauspieler) (* 1982), US-amerikanischer Stuntman und Schauspieler
- Joe Williams (Fußballspieler, 1996) (* 1996), englischer Fußballspieler
- Joe E. Williams (* 1974), US-amerikanischer Ringer
- Joe Lee Williams, bekannt als Big Joe Williams (1903–1982), US-amerikanischer Bluesmusiker
- Joel Williams (* 1994), deutscher Theaterschauspieler, Filmschauspieler, Fotomodell und Sprecher
- John Williams (Geistlicher, 1582) (1582–1650), englischer Geistlicher, Erzbischof von York
- John Williams (Geistlicher, um 1636) (um 1636–1709), englischer Geistlicher, Bischof von Chichester
- John Williams (Meuterer) († 1793), britischer Seemann
- John Williams (Politiker, 1731) (1731–1799), US-amerikanischer Politiker (North Carolina)
- John Williams (Politiker, 1740) (1740–1804), US-amerikanischer Politiker (North Carolina)
- John Williams (Politiker, 1752) (1752–1806), US-amerikanischer Politiker (New York)
- John Williams (Politiker, 1778) (1778–1837), US-amerikanischer Politiker (Tennessee)
- John Williams (Missionar) (1796–1839), englischer Missionar
- John Williams (Politiker, 1807) (1807–1875), US-amerikanischer Politiker (New York)
- John Williams (Geistlicher, 1817) (1817–1899), US-amerikanischer Geistlicher, Bischof von Connecticut
- John Williams (Cricketspieler, 1878) (1878–1915), englischer Cricketspieler
- John Williams (Schauspieler) (1903–1983), englischer Schauspieler
- John Williams (Saxophonist) (1905–1996), US-amerikanischer Saxophonist
- John Williams (Rugbyspieler, 1907) (1907–?), walisischer Rugbyspieler
- John Williams (Cricketspieler, 1911) (1911–1964), englischer Cricketspieler
- John Williams (Fußballspieler, 1920) (1920–1979), englischer Fußballspieler
- John Williams (Autor) (1922–1994), US-amerikanischer Autor
- John Williams (Cricketspieler, 1931) (* 1931), neuseeländischer Cricketspieler
- John Williams (Komponist) (* 1932), US-amerikanischer Komponist, Dirigent und Pianist
- John Williams (Schiedsrichter) (* 1937), walisischer Snookerschiedsrichter
- John Williams (Rugbyspieler, 1940), australischer Rugbyspieler
- John Williams (Bandleader) (* 1941), britischer Jazzmusiker
- John Williams (Cricketspieler, 1941) (1941–2007), neuseeländischer Cricketspieler
- John Williams (Gitarrist) (* 1941), australischer Gitarrist
- John Williams (Footballspieler, 1945) (1945–2012), US-amerikanischer American-Football-Spieler
- John Williams (Rennfahrer) (1946–1978), britischer Motorradrennfahrer
- John Williams (Bassist) (* 1946), britischer Bassist und Songwriter
- John Williams (Rugbyspieler, 1946), südafrikanischer Rugbyspieler
- John Williams (Leichtathlet) (* 1948), britischer Sprinter
- John Williams (Bogenschütze) (* 1953), US-amerikanischer Bogenschütze
- John Williams (Fußballspieler, 1960) (* 1960), englischer Fußballspieler
- John Williams (Fußballspieler, 1968) (* 1968), englischer Fußballspieler
- John Williams (Basketballspieler, 1962) (1962–2015), US-amerikanischer Basketballspieler
- John Williams (Basketballspieler, 1966) (* 1966), US-amerikanischer Basketballspieler
- John Williams (Regisseur) (* 1962), britischer Regisseur
- John Williams (Reiter) (* 1965), US-amerikanischer Pferdesportler
- John Williams (Squashspieler) (* 1972), australischer Squashspieler
- John Williams (Cricketspieler, 1980) (* 1980), englischer Cricketspieler
- John Williams (Rugbyspieler, 1985) (* 1985), australischer Rugbyspieler
- John Williams (Footballspieler, 2002) (* 2002), US-amerikanischer American-Football-Spieler
- John Williams Wilson (1798–1857), britischer Fregattenkapitän in der chilenischen Marine
- John A. Williams (1925–2015), amerikanischer Schriftsteller
- John Allen Williams (* 1945), US-amerikanischer Politikwissenschaftler
- John Allen Williams (1960–2009), US-amerikanischen Serienmörder, siehe John Allen Muhammad
- John B. Williams (Jazzmusiker) (* 1941), US-amerikanischer Jazzmusiker
- John Bell Williams (1918–1983), US-amerikanischer Politiker
- John Bryn Williams, bekannt als John B (* 1977), britischer Musikproduzent und DJ
- John C. Williams, US-amerikanischer General
- John F. Williams (1887–1953), Generalmajor der US-Nationalgarde
- John Ffowcs Williams (1935–2020), britischer Ingenieurwissenschaftler
- John Frederick Williams (Rugbyspieler) (1882–1911), walisischer Rugbyspieler
- John H. Williams, US-amerikanischer Ökonom
- John George Williams (1913–1997), walisischer Ornithologe und Naturforscher
- John J. Williams (1904–1988), US-amerikanischer Politiker
- John James Williams (Rugbyspieler) (1948–2020), walisischer Rugbyspieler
- John Joseph Williams (1822–1907), US-amerikanischer Geistlicher, Erzbischof von Boston
- John M. S. Williams (1818–1886), US-amerikanischer Politiker
- John Patrick Williams (1937–2025), US-amerikanischer Politiker
- John Richard Williams (1909–1998), US-amerikanischer Politiker
- John Robert Williams (1922–2002), britischer Diplomat
- John S. Williams (1863–1932), US-amerikanischer Plantagenbesitzer und Mörder
- John Sharp Williams (1854–1932), US-amerikanischer Politiker
- John Stuart Williams (1818–1898), US-amerikanischer Politiker
- John Whitridge Williams (1866–1931), US-amerikanischer Gynäkologe und Geburtshelfer
- Johnny Williams (Rugbyspieler, 1882) (John Lewis Williams; 1882–1916), walisischer Rugby-Union-Spieler
- Johnny Williams (Bassist) (1908–1998), US-amerikanischer Jazzmusiker
- Johnny Williams (Fußballspieler, 1925) (John Williams; 1925–2016), schottischer Fußballspieler
- Johnny Williams (Boxer) (1926–2007), britischer Boxer
- Johnny Williams (Pianist) (John Thomas Williams; 1929–2018), US-amerikanischer Jazzpianist
- Johnny Williams (Rugbyspieler, 1932) (John Edward Williams; 1932–2009), englischer Rugby-Union-Spieler
- Johnny Williams (Fußballspieler, 1935) (John Stanley James Williams; 1935–2011), englischer Fußballspieler
- Johnny Williams (Fußballspieler, 1947) (John Robert Williams; 1947–2021), englischer Fußballspieler
- Johnny Williams (Fußballspieler, 1954) (Johnny Williams Rojas; 1954–2018), costa-ricanischer Fußballspieler
- Johnny Williams (Schauspieler), US-amerikanischer Schauspieler
- Johnny Williams (Rugbyspieler, 1982) (* 1982), englischer Rugby-Union-Spieler
- Johnny Williams (Rugbyspieler, 1996) (* 1996), englischer Rugby-Union-Spieler
- Jomal Williams (* 1994), Fußballspieler aus Trinidad und Tobago
- Jonah Williams (Footballspieler, 1995) (* 1995), US-amerikanischer American-Football-Spieler (Defensive End, Los Angeles Rams)
- Jonah Williams (Footballspieler, 1997) (* 1997), US-amerikanischer American-Football-Spieler (Offensive Tackle, Cincinnati Bengals)
- Jonathan Williams (Offizier) (1751–1815), US-amerikanischer Offizier und Politiker
- Jonathan Williams (Verleger) (1929–2008), US-amerikanischer Verleger
- Jonathan Williams (Rennfahrer) (1942–2014), britischer Autorennfahrer
- Jonathan Williams (Fußballspieler) (* 1977), jamaikanischer Fußballspieler
- Jonathan Williams (Leichtathlet) (* 1983), Hürdenläufer aus Belize
- Jonathan Williams (Footballspieler, 1988) (* 1988), US-amerikanischer Footballspieler
- Jonathan Williams (Footballspieler, 1994) (* 1994), US-amerikanischer Footballspieler
- Jonathon Williams (* 1990), US-amerikanischer Basketballspieler
- Jonny Williams (* 1993), walisischer Fußballspieler
- Jordan Williams (Schauspieler, 1955) (1955–2006), US-amerikanischer Schauspieler
- Jordan Williams (Basketballspieler) (* 1990), US-amerikanischer Basketballspieler
- Jordan Williams (Fußballspieler, 1992) (* 1992), englischer Fußballspieler
- Jordan Williams (Rugbyspieler) (* 1993), walisischer Rugbyspieler
- Jordan Williams (Fußballspieler, 1999) (* 1999), englischer Fußballspieler
- Jordan Williams (Radsportler), (* 2004) britischer Mountainbiker
- Jordan Williams (Schauspieler), US-amerikanischer Schauspieler
- José Williams (* 1951), peruanischer Politiker und General
- Joseph Williams (Musiker) (* 1960), US-amerikanischer Rocksänger
- Joseph Andrew Williams (* 1974), US-amerikanischer Geistlicher, Bischof von Camden
- Joseph H. Williams (1814–1896), US-amerikanischer Politiker
- Joseph Lanier Williams (1810–1865), US-amerikanischer Politiker
- Joseph R. Williams (1808–1861), US-amerikanischer Politiker
- Joseph T. Williams, US-amerikanischer Ökonom und Finanzwissenschaftler
- Josh Williams (* 1988), US-amerikanischer Fußballspieler
- Joss Williams (um 1960–um 2020), Spezialeffektkünstler
- Joy Williams (Schriftstellerin, 1942) (geb. Eileen Williams; 1942–2006), australische Schriftstellerin
- Joy Williams (Schriftstellerin, 1944) (* 1944), US-amerikanische Schriftstellerin
- Joy Williams (Sängerin) (Joy Elizabeth Williams; * 1982), US-amerikanische Sängerin und Songwriterin, Mitglied von The Civil Wars
- Joy Williams (Judoka) (* 1983), neuseeländische Judoka
- Juan Williams Rebolledo (1825–1910), chilenischer Vizeadmiral
- Judith Williams (* 1971), deutsch-US-amerikanische Sängerin (Sopran), Moderatorin und Unternehmerin
- Juliet Rhys-Williams (1898–1964), britische Ökonomin
- Julius Penson Williams (* 1954), US-amerikanischer Dirigent, Komponist und Musikpädagoge
- Justin Williams (Eishockeyspieler) (* 1981), kanadischer Eishockeyspieler
- Justin Williams (Radsportler) (* 1989), US-amerikanischer Radrennfahrer
- Justin Williams (Baseballspieler) (* 1995), US-amerikanischer Baseballspieler

### K
- Karen Williams (* 1960), britische Leichtathletin
- Kasen Williams (* 1992), US-amerikanischer American-Football-Spieler
- Kate Williams, britische Jazzmusikerin
- Katt Williams (Micah Sierra Williams; * 1973), US-amerikanischer Rapper
- Kedar Williams-Stirling (* 1994), australischer Schauspieler
- Keegan Williams (* 1980), neuseeländischer Triathlet
- Kelli Williams (* 1970), US-amerikanische Schauspielerin
- Kellie Shanygne Williams (* 1976), US-amerikanische Schauspielerin
- Ken Williams (Baseballspieler) (1890–1956), US-amerikanischer Baseballspieler
- Ken Williams (Boxtrainer) (1927–1997), australischer Boxtrainer
- Ken Williams (Kopist) (1929/1930–2015), britisch-US-amerikanischer Kopist und Arrangeur
- Ken Williams (Komponist) (* 1952), kanadischer Filmkomponist
- Ken Williams (Spieleentwickler) (* 1954), US-amerikanischer Programmierer und Unternehmer
- Kenan Williams (* 1990), deutscher Pop-Sänger und Songwriter
- Kendal Williams (* 1995), US-amerikanischer Sprinter
- Kendell Williams (* 1995), US-amerikanische Siebenkämpferin
- Kenneth Williams (1926–1988), britischer Schauspieler und Komiker
- Kenneth Lee Williams (* 1934), US-amerikanischer Zoologe
- Kenny Williams (* 1993), schottischer Wrestler
- Kent Williams (* 1962), US-amerikanischer Illustrator, Künstler und Comicautor
- Keston Williams (* 1981), Fußballspieler für Trinidad und Tobago
- Kevin Williams (Pornodarsteller) (* 1965), Pornodarsteller
- Kevin Williams (Leichtathlet) (* 1971), britischer Sprinter
- Kevin Williams (Footballspieler, 1971) (* 1971), US-amerikanischer American-Football-Spieler auf der Position des Wide Receivers
- Kevin Williams (Footballspieler, 1980) (* 1980), US-amerikanischer American-Football-Spieler auf der Position des Defensive Tackles
- Kibi Williams, Pseudonym für Heinz Otto Quilitzsch (1919–1983), österreichischer Schriftsteller
- Kid Williams (1893–1963), dänischer Boxer
- Kiely Williams (* 1986), US-amerikanische Sängerin, Schauspielerin, Songwriterin und Tänzerin
- Kimberly Williams (Leichtathletin) (* 1988), jamaikanische Leichtathletin
- Kimberly Williams-Paisley (* 1971), US-amerikanische Schauspielerin und Regisseurin
- Kimberly Kevon Williams (* 1985), US-amerikanische Schauspielerin
- Kit Williams (* 1946), englischer Künstler, Illustrator und Autor
- Kona Williams, kanadische Forensikerin
- Kurt Williams (* 1975), Fußballspieler für Trinidad und Tobago
- Kyffin Williams (1918–2006), walisischer Künstler
- Kyle Williams (Footballspieler, 1983) (* 1983), US-amerikanischer American-Football-Spieler
- Kyle Williams (Footballspieler, 1984) (* 1984), US-amerikanischer American-Football-Spieler
- Kyle Williams (Fußballspieler) (* 1987), bahamaischer Fußballspieler
- Kyle Williams (Footballspieler, 1988) (* 1988), US-amerikanischer American-Football-Spieler
- Kyle Williams (Schauspieler), US-amerikanischer Schauspieler und Synchronsprecher
- K’Waun Williams (* 1991), US-amerikanischer American-Football-Spieler
- Kwinsi Williams, Fußballschiedsrichter aus Trinidad und Tobago
- Kyren Williams (* 2000), US-amerikanischer American-Football-Spieler

### L
- Larry Williams (1935–1980), US-amerikanischer Sänger, Pianist und Songschreiber
- Latavious Williams (* 1989), US-amerikanischer Basketballspieler
- LaToy Williams (* 1988), bahamaischer Sprinter
- Lauren Williams (Mathematikerin), US-amerikanische Mathematikerin
- Lauren Williams (* 1981), kanadische Wrestlerin, bekannt als Angelina Love
- Lauren Williams (Fußballspielerin) (* 1994), Fußballspielerin von St. Kitts und Nevis
- Lauren Williams (Eishockeyspielerin) (* 1996), kanadische Eishockeyspielerin
- Lauren Williams (Taekwondoin) (* 1999), britische Taekwondoin
- Lauryn Williams (* 1983), US-amerikanische Leichtathletin
- Lawrence G. Williams (1913–1975), US-amerikanischer Politiker
- Lemuel Williams (1747–1828), US-amerikanischer Politiker
- Leo Williams (Musiker) (* 1959), britisch-jamaikanischer E-Bassist
- Leo Williams (Leichtathlet) (* 1960), US-amerikanischer Hochspringer
- Leo Williams (Beachvolleyballspieler) (* 1985), südafrikanischer Beachvolleyballspieler
- Leonard Williams (Bischof) (1829–1916), neuseeländischer anglikanischer Bischof
- Leonard Williams (Physiker) (1861–1939), britischer Physiker und Autor
- Leonard Williams (Politiker) (1904–1972), britischer Politiker
- Leonard Williams (Schauspieler) (1914–1962), britischer Schauspieler
- Leonard Williams (Footballspieler) (* 1994), US-amerikanischer American-Football-Spieler
- Leroy Williams (1937–2022), US-amerikanischer Jazz-Schlagzeuger
- Lew Williams (1934–2019), US-amerikanischer Rockabilly-Sänger
- Lewis Williams (1782–1842), US-amerikanischer Politiker
- Lewis Williams (Dartspieler) (* 2002), walisischer Dartspieler
- Lil’ Ed Williams (* 1955), US-amerikanischer Blues-Musiker, siehe Lil’ Ed and The Blues Imperials
- Liam Williams (* 1991), walisischer Rugby-Union-Spieler
- Lily Williams (Malerin) (1874–1940), irische Malerin
- Lily Williams (Radsportlerin) (* 1994), US-amerikanische Radsportlerin
- Lincoln Williams (* 1993), australischer Volleyballspieler

- Linda Williams (Filmwissenschaftlerin) (1946–2025), US-amerikanische Filmwissenschaftlerin
- Linda Williams (Sängerin) (* 1955), niederländische Schlagersängerin
- Linda Christiane Williams (1964–2010), französische Popsängerin, siehe Linda William’
- Lindon Williams (1932–1989), US-amerikanischer Politiker
- Lindsay Williams (Kanutin) (* 1946), britische Kanutin
- Lindsay Williams (Seglerin) (* 1939), US-amerikanische Seglerin
- Lindsay Williams (Skilangläuferin) (* 1984), US-amerikanische Skilangläuferin
- Lizaad Williams (* 1993), südafrikanischer Cricketspieler
- Llewellyn Williams (Architekt) (Llewellyn Edwin Williams; 1884–1967), australischer Architekt
- Llewelyn Williams (Tennisspieler), argentinischer Tennisspieler
- Llewelyn R. Williams (* 1939), Umweltforscher
- Lloyd Williams (* 1989), walisischer Rugby-Union-Spieler
- Lorenzo Williams (Basketballspieler, 1969) (* 1969), US-amerikanischer Basketballspieler
- Lorenzo Williams (Basketballspieler, 1984) (* 1984), US-amerikanischer Basketballspieler
- Lorenzo Williams (Footballspieler) (* 1984), US-amerikanischer American-Football-Spieler
- Lori Williams (* 1946), US-amerikanische Schauspielerin
- Lou Williams (* 1986), US-amerikanischer Basketballspieler
- Louis Otho Williams (1908–1991), US-amerikanischer Botaniker
- Louise Williams, US-amerikanische Tennisspielerin
- Lucinda Williams (* 1953), US-amerikanische Musikerin
- Lucinda Williams (Leichtathletin) (* 1937), US-amerikanische Leichtathletin
- Lucy Gwendolen Williams (1870–1955), britische Bildhauerin und Malerin
- Lydia Williams (* 1988), australische Fußballspielerin
- Lyle Williams (1942–2008), US-amerikanischer Politiker
- Lyndon Williams (* 1964), walisischer Badmintonspieler
- Lynn Williams (Gewerkschafter) (1924–2014), kanadischer Gewerkschafter
- Lynn Williams (Segler) (* 1939), US-amerikanischer Segler
- Lynn Williams (Fußballspielerin) (* 1993), US-amerikanische Fußballspielerin
- Lynn Kanuka-Williams (* 1960), kanadische Mittel- und Langstreckenläuferin

### M
- Madeleine Williams (* 1983), kanadische Skilangläuferin
- Madieu Williams (* 1981), US-amerikanischer American-Football-Spieler
- Maisie Williams (* 1997), britische Schauspielerin
- Maizie Williams (* 1951), britische Sängerin
- Malinda Williams (* 1970), US-amerikanische Schauspielerin
- Malique Williams (* 1988), antiguanischer Schwimmer
- Marc Williams (Musiker), US-amerikanischer Musiker
- Marc Williams (Fußballspieler, 1988) (* 1988), walisischer Fußballspieler
- Marcus Williams (Footballspieler, 1977) (* 1977), US-amerikanischer American-Football-Spieler (Tight End, Oakland Raiders)
- Marcus Williams (Basketballspieler, 1985) (* 1985), US-amerikanischer Basketballspieler
- Marcus Williams (Basketballspieler, 1986) (* 1986), US-amerikanischer Basketballspieler
- Marcus Williams (Fußballspieler) (* 1986), englischer Fußballspieler
- Marcus Williams (Footballspieler, 1991) (* 1991), US-amerikanischer American-Football-Spieler (Cornerback, New York Jets)
- Marcus Williams (Footballspieler, 1996) (* 1996), US-amerikanischer American-Football-Spieler (Safety, New Orleans Saints)
- Margaret Mensah-Williams (* 1961), namibische Politikerin
- Marguerite Williams (1895–1991), US-amerikanische Geologin und Hochschullehrerin
- María Luisa Calle Williams (* 1968), kolumbianische Radsportlerin, siehe María Luisa Calle
- Mario Williams (* 1985), US-amerikanischer American-Football-Spieler
- Marion Williams (1927–1994), US-amerikanische Gsopelsängerin
- Mark Williams (Diplomat) (1944–2015), britischer Diplomat
- Mark Williams (Sänger) (* 1954), neuseeländischer Sänger
- Mark Williams (Cricketspieler) (* 1955), englischer Cricketspieler
- Mark Williams (Schauspieler) (* 1959), britischer Schauspieler
- Mark Williams (Fußballspieler, 1959) (* 1959), englischer Fußballspieler
- Mark Williams (Manager) (* 1961), australischer Medienmanager
- Mark Williams (Rugbyspieler) (* 1961), US-amerikanischer Rugbyspieler
- Mark Williams (Fußballspieler, 1966) (* 1966), südafrikanischer Fußballspieler
- Mark Williams (Politiker) (* 1966), britisches Parlamentsmitglied für Ceredigion
- Mark Williams (Fußballspieler, 1970) (* 1970), nordirischer Fußballspieler
- Mark Williams (Fußballspieler, 1973) (* 1973), walisischer Fußballspieler
- Mark Williams (Fußballspieler, 1978) (* 1978), englischer Fußballspieler
- Mark Williams (Volleyballspieler) (* 1979), australischer/US-amerikanischer Volleyball- und Beachvolleyballspieler
- Mark Williams (Fußballspieler, 1981) (* 1981), englischer Fußballspieler
- Mark Williams (Filmproduzent), britischer Film- und Fernsehproduzent
- Mark Williams (Basketballspieler) (* 2001), US-amerikanischer Basketballspieler
- Mark Williams (Paläobiologe), Paläobiologe, Professor an der University of Leicester
- Mark J. Williams (* 1975), britischer Snookerspieler
- Marlon Williams (Leichtathlet) (* 1956), Langstreckenläufer der Amerikanischen Jungferninseln
- Marlon Williams, eigentlicher Name von Marley Marl (* 1962), US-amerikanischer Musikproduzent und DJ
- Marlon Williams (Radsportler) (* 1987), guyanischer Radrennfahrer
- Marlon Williams (Musiker) (* 1990), neuseeländischer Gitarrist und Singer-Songwriter
- Marmaduke Williams (1774–1850), US-amerikanischer Politiker
- Mars Williams (1955–2023), US-amerikanischer Saxophonist
- Martin Williams (1924–1992), US-amerikanischer Musikkritiker und Kulturjournalist
- Martina Williams (* 1991), tschechische Beachvolleyballspielerin
- Martyn Williams (* 1975), walisischer Rugbyspieler
- Marvin Williams (* 1986), US-amerikanischer Basketballspieler
- Mary Elizabeth Williams (* 1977), US-amerikanische Opernsängerin (Sopran)
- Mary Williams (Schauspielerin), Schauspielerin
- Mary Lou Williams (1910–1981), US-amerikanische Musikerin
- Mason Williams (* 1938), US-amerikanischer Gitarrist und Komponist
- Matt Williams (Produzent), US-amerikanischer Produzent, Drehbuchautor und Regisseur
- Matt Williams (Baseballspieler) (* 1965), US-amerikanischer Baseballspieler
- Matt Williams (Politiker) (* 1973), australischer Politiker
- Matt Williams (Rugbytrainer) (* 1965), australischer Rugby-Union-Trainer
- Matt Williams (Snookerspieler), englischer Snookerspieler
- Matthew Williams (Fußballspieler) (* 1982), walisischer Fußballspieler
- Matthew Williams (Reiter) (* 1985), australischer Springreiter
- Matthew O. Williams (* 1981), US-amerikanischer Soldat
- Maurice Williams (* 1982), US-amerikanischer Basketballspieler, siehe Mo Williams
- Maurice Williams (Politiker), australischer Politiker
- Sänger der Band Maurice Williams & the Zodiacs

- McRae Williams (* 1990), US-amerikanischer Freestyle-Skier
- Meadow Williams (* 1966), US-amerikanische Schauspielerin und Produzentin
- Megan Williams (Schauspielerin) (1956–2000), britisch-australische Schauspielerin
- Megan Williams (Filmproduzentin), Filmproduzentin
- Megan Williams (Model) (* 1994), britisches Model
- Megan Williams-Stewart (* 1987), US-amerikanische Eiskunstläuferin
- Mekeil Williams (* 1990), Fußballspieler aus Trinidad und Tobago
- Melvin Williams (1942–2015), US-amerikanischer Krimineller und Schauspieler
- Meritzer Williams (* 1989), Leichtathletin aus St. Kitts und Nevis
- Metchie Williams (* 1985), Fußballspieler für die Cayman Islands
- Micah Williams (Maler) (1782–1837), US-amerikanischer Maler
- Micah Williams (Schauspieler) (* 19791), US-amerikanischer Schauspieler
- Micah Williams (Leichtathlet) (* 2001), US-amerikanischer Leichtathlet
- Michael Williams (Politiker) (* 1929), Politiker von Trinidad und Tobago, Präsident 1987
- Michael Williams (Schauspieler) (1935–2001), britischer Schauspieler
- Michael Williams (Geograph) (1935–2009), britischer Geograph und Umwelthistoriker
- Michael Williams (Philosoph) (* 1947), US-amerikanischer Philosoph
- Michael Williams, Baron Williams of Baglan (1949–2017), britischer Politiker und Diplomat
- Michael Williams (Autor, 1952) (* 1952), US-amerikanischer Autor
- Michael Williams (Produzent) (* 1957), US-amerikanischer Filmproduzent
- Michael Williams (Autor, 1962) (* 1962), südafrikanischer Autor und Opernmanager
- Michael Williams (Leichtathlet, 1971) (* 1971), Sprinter von St. Vincent und die Grenadinen
- Michael Williams (Tennisspieler) (* 1971), US-amerikanischer Tennisspieler
- Michael Williams (Basketballspieler) (* 1972), US-amerikanisch-italienischer Basketballspieler
- Michael Williams (Fußballspieler) (Michael Thomas Williams; * 1988), englisch-montserratischer Fußballspieler
- Michael Williams (Leichtathlet, II), Sprinter aus Barbados
- Michael Williams (Snookerspieler), englischer Snookerspieler
- Michael Carter-Williams (* 1991), US-amerikanischer Basketballspieler
- Michael C. Williams (* 1973), US-amerikanischer Schauspieler
- Michael E. Williams (* 1969), jamaikanischer Skirennläufer
- Michael K. Williams (1966–2021), US-amerikanischer Schauspieler
- Michael L. Williams II, bekannt als Mike Will Made It (* 1989), US-amerikanischer Musikproduzent und Rapper
- Michael S. Williams (1911–1984), britischer Diplomat
- Michelle Williams (Schauspielerin) (* 1980), US-amerikanische Schauspielerin.
- Michelle Williams (Sängerin) (* 1979), US-amerikanische Sängerin.
- Michelle Williams (Volleyballspielerin) (* 1981), US-amerikanische Volleyballspielerin.
- Michelle Williams (Schwimmerin) (* 1991), kanadische Schwimmerin.
- Michelle Ann Williams (* im 20. Jhd.), Dekanin an der Harvard T.H. Chan School of Public Health in Boston
- Midge Williams (1915–1952), US-amerikanische Sängerin
- Mike Williams, Pseudonym von Romano Ferrara, italienischer Filmregisseur und Drehbuchautor
- Mike Williams (Fußballspieler, 1944) (Michael John Williams; * 1944), englischer Fußballspieler
- Mike Williams (Footballspieler, 1953) (Mikell Herman Williams; * 1953), US-amerikanischer American-Football-Spieler
- Mike Williams (Fußballspieler, 1956) (Michael Williams; * 1956), walisischer Fußballspieler
- Mike Williams (Basketballspieler) (Michael George Williams; * 1963), US-amerikanischer Basketballspieler
- Mike Williams (Fußballspieler, 1965) (Michael Williams; * 1965), walisischer Fußballspieler
- Mike Williams (Sänger) (Michael D. Williams; * 1968), US-amerikanischer Sänger, Musikjournalist und Autor
- Mike Williams (Fußballspieler, 1969) (Michael Anthony Williams; * 1969), englischer Fußballspieler
- Mike Williams (Fußballspieler, 1976) (Michael John Williams; * 1976), englischer Fußballspieler
- Mike Williams (Footballspieler, 1980) (Michael Deshaun Williams; * 1980), US-amerikanischer American-Football-Spieler
- Mike Williams (Footballspieler, 1984) (Michael Troy Williams; * 1984), US-amerikanischer American-Football-Spieler
- Mike Williams (Fußballspieler, 1986) (Michael Paul John Williams; * 1986), walisischer Fußballspieler
- Mike Williams (Footballspieler, 1987) (Michael Anthony Williams; 1987–2023), US-amerikanischer American-Football-Spieler
- Mike Williams (Footballspieler, 1994) (Michael K. Williams; * 1994), US-amerikanischer American-Football-Spieler
- Mike Williams (DJ) (* 1996), niederländischer DJ und Musikproduzent
- Mikey Williams (* 2004), amerikanischer Basketballspieler
- Milan Williams (1948–2006), US-amerikanischer Musiker
- Miller Williams (1930–2015), US-amerikanischer Dichter
- Moe Williams (* 1974), US-amerikanischer American-Football-Spieler
- Molly Williams, US-amerikanische Feuerwehrfrau
- Mona Williams (* 1943), guyanisch-neuseeländische Autorin und Erzählerin
- Monier Monier-Williams (1819–1899), britischer Indologe
- Montel Williams (* 1956), US-amerikanischer Moderator und Schauspieler
- Monty Williams (* 1971), US-amerikanischer Basketballtrainer
- Morgan Wiliams (* 1976), kanadischer Rugby-Union-Spieler
- Morgan B. Williams (1831–1903), US-amerikanischer Politiker
- Morgan Baynham-Williams (* 1994), britische Ruderin
- Moses Williams, afroamerikanischer Silhouettenzeichner
- Murray Williams (* 1982), neuseeländisch-japanischer Rugby-Union-Spieler

### N
- Nafessa Williams (* 1989), US-amerikanische Schauspielerin
- Natalia Williams (* 1989), deutsche Schauspielerin
- Natashia Williams (* 1978), US-amerikanische Schauspielerin und Musikerin
- Nathan Williams (Politiker) (1773–1835), US-amerikanischer Jurist und Politiker
- Nathan Williams (Musiker) (* 1963), US-amerikanischer Musiker und Sänger
- Neco Williams (* 2001), walisischer Fußballspieler
- Nell Williams (* 1998), britische Schauspielerin
- Nelson Williams (1917–1973), US-amerikanischer Jazz-Trompeter
- Neville Williams (* um 1940), politischer Aktivist der Aborigines
- Nia Williams (* 1990), US-amerikanische Fußballspielerin
- Niall Williams (* 1958), irischer Schriftsteller und Theaterautor
- Nika King (* 1978, bürgerlich Shenika Williams), US-amerikanische Schauspielerin und Stand-Up-Komikerin
- Nicholas Sims-Williams, britischer Iranist, Orientalist
- Nick Boddie Williams (1906–1992), US-amerikanischer Journalist
- Nico Williams (* 2002), spanisch-ghanaischer Fußballspieler
- Nicola Williams (* 1971), Reisebuchautorin
- Nigel Williams (* 1948), britischer Schriftsteller
- Nigel Williams-Goss (* 1994), US-amerikanischer Basketballspieler
- Nikema Williams (* 1978), US-amerikanische Politikerin (Demokratische Partei)
- Noah Williams (* 2000), britischer Wasserspringer
- Norman Williams (1791–1868), US-amerikanischer Politiker und Anwalt
- Novlene Williams-Mills (* 1982), jamaikanische Leichtathletin

### O
- Old Bill Williams (1787–1849), US-amerikanischer Mountain Man und Pionier
- Olivia Williams (* 1968), britische Schauspielerin
- Oscar Randal-Williams, britischer Mathematiker
- O‘Showen Williams (* 1997), US-amerikanischer Basketballspieler
- Oswald Williams (1926–1976), jamaikanischer Reggae-Musiker, siehe Count Ossie
- Otis Williams (eigentlich Otis Miles; * 1941), US-amerikanischer Sänger, Songwriter und Produzent
- Owain Fôn Williams (* 1987), walisischer Fußballtorhüter
- Owen Williams (Politiker, 1764) (1764–1832), Parlamentsmitglied für Great Marlow, 1796–1832
- Owen Williams (Autor) (1790–1874), Owen Gwyrfai,  walisischer Autor und Antiquar
- Owen Williams (Politiker, 1836) (1836–1913), britischer General und Parlamentsmitglied für Great Marlow, 1880–1885
- Owen Williams (Cricketspieler, 1847) (1847–1917), australischer Cricketspieler
- Owen Williams (Fußballspieler, 1874) (1874–??) englischer Fußballspieler
- Owen Williams (Ingenieur) (1890–1969), britischer Bauingenieur
- Owen Williams (Fußballspieler, September 1896) (1896–1960), englischer Fußballspieler
- Owen Williams (Fußballspieler, Oktober 1896) (1896–??) englischer Fußballspieler
- Owen Williams (Sänger) (* 1930), deutsch-US-amerikanischer Sänger
- Owen Williams (Tennisspieler) (* 1931), südafrikanischer Tennisspieler
- Owen Williams (Cricketspieler, 1932) (* 1932), südafrikanischer Cricketspieler
- Owen Williams (Rugbyspieler, 1986), walisischer Rugbyspieler
- Owen Williams (Rugbyspieler, 1991), walisischer Rugbyspieler
- Owen Williams (Rugbyspieler, 1992), walisischer Rugbyspieler

### P
- P. J. Williams (* 1993), US-amerikanischer American-Football-Spieler
- Pat Williams (* 1972), US-amerikanischer American-Football-Spieler
- Patrice Bart-Williams (* 1979), deutscher Sänger und Songwriter
- Patricia J. Williams (* 1951), US-amerikanische Juristin und Hochschullehrerin
- Patricia M. Williams, US-amerikanische Mikrobiologin
- Patrick Williams (1939–2018), US-amerikanischer Komponist
- Patrick Williams (Basketballspieler) (* 2001), US-amerikanischer Basketballspieler
- Patrick Sims-Williams (* 1949), britischer Keltologe und Hochschullehrer
- Patrick Watson-Williams (1863–1938), englischer Chirurg und HNO-Arzt
- Paul Williams (Saxophonist) (1915–2002), US-amerikanischer Saxophonist und Komponist
- Paul Williams (Politiker) (* 1922), britischer Politiker
- Paul Williams, bekannt als Billy Paul (1934–2016), US-amerikanischer Sänger
- Paul Williams (Sänger) (1939–1973), US-amerikanischer Sänger
- Paul Williams (Songwriter) (* 1940), US-amerikanischer Songwriter, Musiker und Schauspieler
- Paul Williams (Regisseur) (* 1943), US-amerikanischer Regisseur
- Paul Williams (Journalist, 1948) (1948–2013), US-amerikanischer Rockjournalist
- Paul Williams (Buddhologe) (* 1950), britischer Indologe und Buddhologe
- Paul Williams (Langstreckenläufer) (* 1956), kanadischer Langstreckenläufer
- Paul Williams (Fußballspieler, 1963) (* 1963), nordirischer Fußballspieler
- Paul Williams (Journalist, 1964) (* 1964), irischer Journalist und Schriftsteller
- Paul Williams (Dartspieler) (* 1964), englischer Dartspieler
- Paul Williams (Fußballspieler, 1965) (* 1965), englischer Fußballspieler
- Paul Williams (Bischof) (* 1968), britischer Geistlicher, Bischof von Southwell und Nottingham
- Paul Williams (Fußballspieler, 1969) (* 1969), englischer Fußballspieler
- Paul Williams (Fußballspieler, 1970) (* 1970), englischer Fußballspieler
- Paul Williams (Fußballspieler, 1971) (* 1971), englischer Fußballspieler
- Paul Williams (Boxer) (* 1981), US-amerikanischer Boxer
- Paul Williams (Rugbyspieler) (* 1983), neuseeländisch-samoanischer Rugby-Union-Spieler
- Paul Williams (Schiedsrichter) (* 1985), neuseeländischer Rugby-Union-Schiedsrichter
- Paul Williams (Sprinter) (* 1986), grenadischer Sprinter
- Paul Andrew Williams (* 1973), britischer Drehbuchautor und Filmregisseur
- Paul O. Williams (1935–2009), US-amerikanischer Autor
- Paul R. Williams (1894–1980), US-amerikanischer Architekt
- Paul S. Williams (1929–1995), US-amerikanischer Militär
- Penry Williams (Maler) (1798/1802–1885), walisischer Maler
- Penry Williams (Politiker) (1866–1945), britischer Politiker
- Penry Williams (Historiker) (1925–2013), britischer Historiker
- Percy Williams (1908–1982), kanadischer Leichtathlet
- Percy Williams Bridgman (1882–1961), US-amerikanischer Physiker
- Pernal Williams (* 1991), lucianischer Fußballspieler
- Pete Williams (* 1952), US-amerikanischer Journalist und Sachbuchautor
- Peter Williams (Musikwissenschaftler) (1937–2016), britischer Musikwissenschaftler
- Peter Williams (Rennfahrer) (* 1939), britischer Motorradrennfahrer
- Peter Williams (Physiker) (* 1945), britischer Physiker
- Peter Williams (Schauspieler) (* 1957), jamaikanischer Schauspieler
- Peter Williams (Rugbyspieler) (* 1958), englischer Rugbyspieler
- Peter Williams (Schwimmer), südafrikanischer Schwimmer (Afrikaspielesieger 1995)
- Peter Williams (Snookerspieler), walisischer Snookerspieler
- Peter Williams (Radsportler) (* 1986), britischer Radsportler
- Petrez Williams (* 2000), Fußballspieler von St. Kitts und Nevis
- Pharrell Williams (* 1973), US-amerikanischer Rapper
- Philip Williams (Marineoffizier) (1869/1870–1942), US-amerikanischer Marineoffizier
- Philip Williams (Snookerspieler) (* 1967), walisischer Snookerspieler
- Pip Williams (* 1969), britisch-australische Schriftstellerin
- Pixie Williams (1928–2013), neuseeländische Sängerin
- Poto Williams (* 1962), neuseeländische Politikerin
- Prince Williams (* 1977), Fußballspieler der Britischen Jungferninseln

### Q
- Quinnen Williams (* 1997), US-amerikanischer American-Football-Spieler

### R
- R. A. Awoonor-Williams, ghanaischer Politiker und Jurist
- R. Scott Williams, (* um 1962), pensionierter Generalleutnant der US Air Force
- Rachel Williams (Schauspielerin, 1967) (* 1967), US-amerikanische Schauspielerin und Model
- Rachel Williams (Badminton) (* 1968), maltesische Badmintonspielerin
- Rachel Williams (Schauspielerin, II), Schauspielerin und Sprecherin
- Rachel Williams (Fußballspielerin) (* 1988), englische Fußballspielerin
- Ralph Vaughan Williams (1872–1958), britischer Komponist und Dirigent
- Randolph Williams (* 1974), vincentischer Fußballspieler
- Randy Williams (* 1953), US-amerikanischer Leichtathlet
- Ransome Judson Williams (1892–1970), US-amerikanischer Politiker
- Rashada Williams (* 1997), jamaikanische Cricketspielerin
- Raymond Williams (1921–1988), britischer Kulturtheoretiker, Publizist und Kritiker
- Raynell Williams (* 1989), US-amerikanischer Boxer
- Reece Williams (Rugbyspieler) (* 1985), australischer Rugby-Union-Spieler
- Reece Williams (Cricketspieler) (* 1988), südafrikanischer Cricketspieler
- Reggie Williams (Footballspieler, 1954) (Reginald Williams; * 1954), US-amerikanischer American-Football-Spieler
- Reggie Williams (Baseballspieler, 1960) (* 1960), US-amerikanischer Baseballspieler
- Reggie Williams (Basketballspieler, 1964) (* 1964), US-amerikanischer Basketballspieler
- Reggie Williams (Baseballspieler, 1966) (* 1966), US-amerikanischer Baseballspieler
- Reggie Williams (Footballspieler, Mai 1983) (Reginald Williams Jr.; * 1983), US-amerikanischer American-Football-Spieler
- Reggie Williams (Footballspieler, Juli 1983) (* 1983), US-amerikanischer Canadian-Football-Spieler
- Reggie Williams (Basketballspieler, 1986) (* 1986), US-amerikanischer Basketballspieler
- Reuel Williams (1783–1862), US-amerikanischer Politiker
- Rex Williams (* 1933), englischer Snooker- und Billard-Spieler
- Rhiannon Williams, australische Schriftstellerin
- Rhyne Williams (* 1991), US-amerikanischer Tennisspieler
- Rhys Williams (Schauspieler) (1897–1969), walisischer Schauspieler
- Rhys Williams (Rugbyspieler, 1930) (Rhys Haydn Williams; 1930–1993), walisischer Rugby-Union-Spieler
- Rhys Williams (Rugbyspieler, 1980) (* 1980), walisischer Rugby-Union-Spieler
- Rhys Williams (Leichtathlet) (* 1984), walisischer Leichtathlet
- Rhys Williams (Fußballspieler, 1988) (* 1988), australisch-walisischer Fußballspieler
- Rhys Williams (Rugbyspieler, 1988) (* 1988), walisischer Rugby-Union-Spieler
- Rhys Williams (Rugbyspieler, 1989) (* 1989), walisischer Rugby-League-Spieler
- Rhys Williams (Rugbyspieler, 1990) (* 1990), walisischer Rugby-Union-Spieler
- Rhys Williams (Fußballspieler, 2001) (* 2001), englischer Fußballspieler
- Ricardo Williams (* 1981), US-amerikanischer Boxer

- Richard Williams (Politiker) (1836–1914), US-amerikanischer Politiker
- Richard Williams (Fußballspieler) (1866–1939), englischer Fußballspieler
- Richard Williams (Offizier) (1890–1980), australischer Luftmarschall
- Richard Williams (Chemiker) (1927–2020), US-amerikanischer Chemiker
- Richard Williams (Musiker) (1931–1985), US-amerikanischer Trompeter
- Richard Williams (Animator) (1933–2019), kanadischer Trickfilmregisseur und -produzent
- Richard Williams (Tennistrainer) (* 1942), US-amerikanischer Tennistrainer
- Richard Williams (Journalist) (* 1947), britischer Sport- und Musikjournalist
- Richard Norris Williams (1891–1968), US-amerikanischer Tennisspieler
- Richard Stanley Williams (* 1951), US-amerikanischer Physiker
- Richard Williams (* 1988), eigentlicher Name von Prince Ea, US-amerikanischer YouTuber
- Richie Williams (Fußballspieler) (Richard Williams; * 1970), US-amerikanischer Fußballspieler und -trainer
- Richie Williams (Basketballspieler) (Richard Lawrence Williams; * 1987), US-amerikanischer Basketballspieler
- Ricky Williams (* 1977), US-amerikanischer American-Football-Spieler
- Ricky Williams (Dartspieler) (* 1989), englischer Dartspieler
- Ritch Savin-Williams (* 1949), US-amerikanischer Psychologe und Hochschullehrer
- Riviere Williams (* 1982), barbadischer Fußballspieler
- Rob Williams (Ruderer, 1960) (* 1960), britischer Ruderer und Rudertrainer
- Rob Williams (Ruderer, 1985) (* 1985), britischer Ruderer
- Rob Williams (Comicautor), britischer Comicautor
- Rob Williams (Drehbuchautor), britischer Drehbuchautor und Filmproduzent
- Robbie Williams (* 1974), britischer Sänger
- Robbie Williams (Radsportler) (* 1985), australischer Radrennfahrer
- Robbie Williams (Snookerspieler) (* 1986), britischer Snookerspieler
- Robert Williams (Dichter) (Robert ap Gwilym Ddu; 1766–1850), walisischer Dichter
- Robert Williams (Politiker) (1773–1836), US-amerikanischer Politiker (North Carolina, Mississippi Territory)
- Robert Williams (Bogenschütze) (1861–1914), US-amerikanischer Bogenschütze
- Robert Williams (Schauspieler) (1897–1931), US-amerikanischer Schauspieler
- Robert Williams (Schauspieler, 1904) (1904–1978), US-amerikanischer Schauspieler
- Robert Williams (Chemiker) (Robert Joseph Paton Williams; 1926–2015), englischer Chemiker und Hochschullehrer
- Robert Williams (Psychologe) (* 1930), US-amerikanischer Sozialpsychologe
- Robert Williams (Astronom) (* 1940), US-amerikanischer Astronom
- Robert Williams (Künstler) (* 1943), US-amerikanischer Maler und Comiczeichner
- Robert Williams (Sänger) (1949–2022), griechischer Musiker
- Robert Williams (Schlagzeuger) (* 1955), US-amerikanischer Schlagzeuger
- Robert Williams (Astrophysiker), US-amerikanischer Astrophysiker
- Robert Williams (Physiker), Physiker
- Robert Williams (Footballspieler) (* 1962), US-amerikanischer American-Football-Spieler
- Robert Williams (Schriftsteller) (* 1977), britischer Basketballspieler
- Robert Williams III (* 1997), US-amerikanischer Basketballspieler
- Robert B. Williams (* 1923), US-amerikanischer Badmintonspieler, siehe Bob Williams (Badminton)
- Robert Daniel Williams (1902–??), walisischer Fußballspieler, siehe Bob Williams (Fußballspieler)
- Robert H. Williams (* 1940), US-amerikanischer Energiewissenschaftler
- Robert James Williams (* 1953/1954), australischer Boxer, siehe Bobby Williams (Boxer)
- Robert L. Williams (1868–1948), US-amerikanischer Politiker (Oklahoma)
- Robert Moore Williams (1907–1977), US-amerikanischer Schriftsteller
- Robert Pete Williams (1914–1980), US-amerikanischer Bluesgitarrist und -sänger
- Robert Peter Williams, bekannt als Robbie Williams (* 1974), britlischer Musiker und Entertainer
- Robert R. Williams (1886–1965), US-amerikanischer Chemiker
- Roberta Williams (* 1953), US-amerikanische Computerspieleentwicklerin
- Robin Williams (1951–2014), US-amerikanischer Schauspieler und Komiker
- Robin Williams (Sozialwissenschaftler) (* 1952), britischer Sozialwissenschaftler und Hochschullehrer
- Robin Williams (Schiedsrichter), südafrikanischer Schiedsrichter
- Robin M. Williams (Mathematiker) (1919–2013), neuseeländischer Mathematiker
- Robin Murphy Williams (1914–2006), US-amerikanischer Soziologe
- Rod Williams (* 1954), US-amerikanischer Jazzmusiker
- Rodarius Williams (* 1996), US-amerikanischer American-Football-Spieler
- Roderick Williams (* 1965), britischer Sänger (Bariton) und Komponist
- Rodney Williams, antiguanischer Politiker
- Roger Williams (1603–1683), US-amerikanischer Baptist, Missionar und Politiker
- Roger Williams (Pianist) (1924–2011), US-amerikanischer Easy-Listening-Pianist
- Roger Williams (Politiker, 1948) (* 1948), britischer Politiker
- Roger Williams (Politiker, 1949) (* 1949), US-amerikanischer Politiker (Texas)
- Roger John Williams (1893–1988), US-amerikanischer Biochemiker
- Roger Ross Williams (* 1973), US-amerikanischer Regisseur
- Rolton Williams, vincentischer Fußballspieler
- Romario Williams (* 1994), jamaikanischer Fußballspieler
- Ron Williams (* 1942), deutsch-US-amerikanischer Schauspieler, Sänger, Kabarettist und Moderator
- Ronald A. Williams (* 1949), US-amerikanischer Manager
- Ronald J. Williams (1945–2024), US-amerikanischer Informatiker und Hochschullehrer
- Ronwen Williams (* 1992), südafrikanischer Fußballtorhüter
- Rose Williams (* 1994), britische Schauspielerin
- Rosslyn Williams (* 1943), australische Diskuswerferin und Kugelstoßerin
- Rowan Williams (* 1950), englischer Theologe und Geistlicher, Erzbischof von Canterbury
- Roy Williams (Drehbuchautor) (1907–1976), US-amerikanischer Drehbuchautor
- Roy Williams (Leichtathlet) (* 1934), neuseeländischer Zehnkämpfer
- Roy Williams (Boxer) (* 1945), US-amerikanischer Boxer
- Roy Williams (Basketballtrainer) (* 1950), US-amerikanischer Basketballtrainer
- Roy Williams (Musiker) (* 1937), britischer Jazzmusiker
- Roy Williams (Footballspieler, 1980) (* 1980), US-amerikanischer Footballspieler
- Roy Williams (Footballspieler, 1981) (* 1981), US-amerikanischer Footballspieler
- Roy Williams (Dramatiker), britischer Theaterautor
- Roy Hollister Williams, US-amerikanischer Autor
- Roy Lee Williams (1915–1989), US-amerikanischer Gewerkschafter
- Rozz Williams (1963–1998), US-amerikanischer Sänger, Songschreiber und Künstler
- Rubberlegs Williams (1907–1962), US-amerikanischer Sänger und Tänzer
- Rudy Williams (1909–1954), US-amerikanischer Jazzsaxophonist
- Rudy Williams (Trompeter) († 2011), US-amerikanischer Jazztrompeter
- Rupert Gregson-Williams (* 1966), britischer Filmkomponist
- Russel Williams (* 1977), dominicanischer Fußballspieler
- Russell Williams (* 1963), kanadischer Offizier und Mörder
- Russell Williams II (* 1952), US-amerikanischer Tonmeister
- Ruth Williams (Badminton, um 1953) (* um 1953), belgische Badmintonspielerin
- Ruth Williams (Badminton, 1989) (* 1989), jamaikanische Badmintonspielerin
- Ruth Williams-Simpson (* 1949), jamaikanische Sprinterin
- Ruth J. Williams (Ruth Jeanette Williams; * 1955), australisch-US-amerikanische Mathematikerin
- Ryan Williams (Schauspieler, I),  Schauspieler
- Ryan Williams (Politiker) (* 1975), US-amerikanischer Politiker
- Ryan Williams (Fußballspieler, 1978) (Ryan Neil Williams; * 1978), englischer Fußballspieler
- Ryan Williams (Informatiker) (Richard Ryan Williams; * 1979), US-amerikanischer Informatiker
- Ryan Williams, eigentlicher Name von Bart Williams, US-amerikanischer Musiker, Mitglied von The Black Dahlia Murder
- Ryan Williams (Footballspieler) (Ryan Gene Williams; * 1990), US-amerikanischer American-Football-Spieler
- Ryan Williams (Fußballspieler, 1991) (Ryan Anthony Williams; * 1991), englischer Fußballspieler
- Ryan Williams (Baseballspieler) (Ryan Arthur Williams ; * 1991), US-amerikanischer Baseballspieler
- Ryan Williams (Fußballspieler, 1993) (Ryan Dale Williams; * 1993), australischer Fußballspieler
- Ryan Williams (Leichtathlet) (* 2000), namibischer Leichtathlet
- Ryan Piers Williams (* 1984), US-amerikanischer Schauspieler, Drehbuchautor und Regisseur
- Rylan Williams, US-amerikanischer Schauspieler, Drehbuchautor und Filmproduzent

### S
- Sada Williams (* 1997), barbadische Sprinterin
- Sam Williams (Schauspieler) (Sam Mabhaso Williams; 1928–2007), südafrikanischer Schauspieler
- Sam Williams (Footballspieler, 1931) (Samuel F. Williams; 1931–2013), US-amerikanischer American-Football-Spieler
- Sam Williams (Basketballspieler) (Samuel H. Williams; * 1945), US-amerikanischer Basketballspieler
- Sam Williams (Filmeditor), Filmeditor
- Sam Williams (Fußballspieler) (* 1987), englischer Fußballspieler
- Sam Williams (Rugbyspieler, 1989) (* 1989), walisischer Rugby-Union-Spieler
- Sam Williams (Rugbyspieler, 1991) (* 1991), australischer Rugby-League-Spieler
- Sam Williams (Footballspieler, 1999) (Samuel Degarrick Williams; * 1999), US-amerikanischer American-Football-Spieler
- Samm-Art Williams (1946–2024), US-amerikanischer Schauspieler, Dramatiker und Filmproduzent
- Sammy Williams (Samuel Joseph Williams; ; 1948–2018), US-amerikanischer Schauspieler und Tänzer
- Samuel Williams (Geistlicher) (1743–1817), US-amerikanischer Geistlicher, Historiker und Naturforscher
- Samuel Williams (Diplomat) (1760–1841), US-amerikanischer Geschäftsmann und Diplomat
- Samuel Williams (Musiker) (Savoirfaire; * 1973), US-amerikanischer Violinist
- Samuel Williams (Radsportler) (* 1994), britischer Radrennfahrer
- Samuel T. Williams (1897–1984), US-amerikanischer Generalleutnant
- Samuel Wells Williams (1812–1884), US-amerikanischer Missionar, Diplomat, Sinologe und Japanologe
- Sandy Williams (1906–1991), US-amerikanischer Jazzposaunist
- Sara Lee Williams (* um 1915), US-amerikanische Badmintonspielerin
- Sarah Williams (* um 1965), walisische Badmintonspielerin
- Sarah Williams (Badminton) (* um 1965), walisische Badmintonspielerin
- Sarah-Grace Williams (* 1977), australische Dirigentin
- Saul Williams (* 1972), US-amerikanischer Autor und Musiker
- Scott Williams (Eiskunstläufer), US-amerikanischer Eiskunstläufer
- Scott Williams (Schauspieler), Schauspieler
- Scott Williams (Rennfahrer), neuseeländischer Motorradrennfahrer
- Scott Williams (Drehbuchautor) (auch Scott A. Williams), US-amerikanischer Drehbuchautor und Produzent
- Scott Williams (Basketballspieler) (* 1968), US-amerikanischer Basketballspieler
- Scott Williams (Hockeyspieler) (* 1976), US-amerikanischer Hockeyspieler
- Scott Williams (Radsportler), bermudischer Radsportler
- Scott Williams (Dartspieler) (* 1990), englischer Dartspieler
- Scott Williams (Rugbyspieler) (* 1990), walisischer Rugby-Union-Spieler
- Scott W. Williams (* 1943), US-amerikanischer Mathematiker
- Sean Williams (Musikethnologe) (* 1959), US-amerikanischer Musikethnologe
- Sean Williams (Schriftsteller) (* 1967), australischer Schriftsteller
- Sean Williams (Eishockeyspieler) (* 1968), kanadischer Eishockeyspieler
- Sean Williams (Basketballspieler) (* 1986), US-amerikanischer Basketballspieler
- Sean Williams (Cricketspieler) (* 1986), simbabwischer Cricketspieler
- Seannon Williams (* 1991), barbadischer Tennisspieler
- Serena Williams (* 1981), US-amerikanische Tennisspielerin
- Seward H. Williams (1870–1922), US-amerikanischer Politiker
- Shammond Williams (* 1975), US-amerikanischer Basketballspieler
- Shana Williams (* 1972), US-amerikanische Weitspringerin
- Shane Williams (* 1977), walisischer Rugby-Union-Spieler
- Shanesia Davis-Williams (* 1966), US-amerikanische Schauspielerin
- Sharni Williams (* 1988), australische Rugby-Union-Spielerin
- Shawn Williams (* 1979), Fußballspieler für St. Kitts & Nevis
- Shawne Williams (* 1986), US-amerikanischer Basketballspieler
- Shelden Williams (* 1983), US-amerikanischer Basketballspieler
- Shericka Williams (* 1985), jamaikanische Sprinterin
- Shermaine Williams (* 1990), jamaikanische Hürdenläuferin
- Sherman Williams (Musiker), US-amerikanischer Musiker
- Sherman Williams (Footballspieler) (* 1971), US-amerikanischer American-Football-Spieler
- Sherman Williams (Boxer) (* 1972), bahamaischer Boxer
- Sherrod Williams (1804–1876), US-amerikanischer Politiker
- Shirley Williams, Baroness Williams of Crosby (1930–2021), britische Politikerin (Liberal Democrats)
- Sian Williams, geb. Sian Doody (* 1962), walisische Badmintonspielerin
- Sian Williams (Journalistin) (* 1964), britische Fernsehjournalistin
- Sian Williams (Fußballspielerin) (* 1968), walisische Fußballspielerin
- Sian Williams (Rugbyspielerin) (* 1990), walisische Rugbyspielerin
- Simon Williams (Gewichtheber) (* 1920), jamaikanischer Gewichtheber
- Simon Williams (Schauspieler) (* 1946), britischer Schauspieler
- Simon Williams (Leichtathlet) (* 1967), britischer Kugelstoßer und Diskuswerfer
- Simon Williams (Schachspieler) (* 1979), englischer Schachspieler
- Simon Channing-Williams (1945–2009), britischer Filmproduzent
- Sonia Williams (* 1979), antiguanische Leichtathletin
- Sonny Bill Williams (* 1985), neuseeländischer Rugbyspieler und Boxer
- Sophia Williams-De Bruyn (* 1938), südafrikanische Anti-Apartheid-Aktivistin
- Sophus Williams (1835–1900), dänisch-deutscher Fotograf
- Spencer Williams (1889–1965), US-amerikanischer Musiker und Komponist
- Spice Williams-Crosby (* 1952), US-amerikanische Schauspielerin
- Stacey-Ann Williams (* 1999), jamaikanische Sprinterin
- Stan Williams (Footballspieler) (* 1929), US-amerikanischer Footballspieler
- Stan Williams (Baseballspieler) (* 1936), US-amerikanischer Baseballspieler
- Stan Williams (* 1951), US-amerikanischer Physiker, siehe Richard Stanley Williams
- Stanley Williams (Tänzer) (1925–1997), englischer Balletttänzer
- Stanley Williams (Straftäter) (Tookie; 1953–2005), US-amerikanischer Bodybuilder, Bandengründer und Schriftsteller
- Stanley N. Williams (* 1951), US-amerikanischer Vulkanologe, Geologe und Hochschullehrer
- Stanley T. Williams (1888–1956), US-amerikanischer Literaturwissenschaftler
- Stephanie Williams, US-amerikanische Diplomatin
- Stephen Williams (Architekt) (* 1963), britischer Architekt und Designer
- Stephen Williams (Politiker) (* 1966), britischer Politiker
- Stephen Williams (Footballspieler) (* 1986), US-amerikanischer American-Football-Spieler
- Stephen Williams (Radsportler) (* 1996), britischer Radsportler
- Stephen C. Williams, US-amerikanischer Offizier, Generalmajor der US Air Force

- Steve Williams (Leichtathlet) (* 1953), US-amerikanischer Sprinter
- Steve Williams (Musiker) (* 1956), US-amerikanischer Schlagzeuger
- Steve Williams (Fußballspieler) (* 1958), englischer Fußballspieler
- Steve Williams (Rugbyspieler, 1958) (* 1958), australischer Rugby-Union-Spieler
- Steve Williams (Rugbyspieler, 1970) (* 1970), walisischer Rugby-Union-Spieler
- Steve Williams (Wrestler) (1960–2009), US-amerikanischer Wrestler
- Steve Williams (Spezialeffektkünstler) (Spaz Williams; * 1962), kanadischer Spezialeffektkünstler
- Steve Williams (Caddie) (* 1963), neuseeländischer Golfcaddie
- Steve Williams (Rennfahrer), britischer Motorradrennfahrer
- Steve Williams (Radsportler) (* 1973), australischer Radsportler
- Steve Williams (Ruderer) (* 1976), britischer Ruderer
- Steve Williams (Schauspieler), Schauspieler
- Steve Williams (Footballspieler) (* 1991), US-amerikanischer American-Football-Spieler
- Steven Williams (* 1949), US-amerikanischer Schauspieler
- Stewart Williams (Schriftsteller) (1925–2011), britischer Historiker, Schriftsteller und Verleger
- Stewart Williams (Rugbyspieler) (* um 1958), englischer Rugby-League-Spieler
- Stuart Williams (Fußballspieler) (1930–2013), walisischer Fußballspieler
- Stuart Williams (Radsportler) (* 1967), neuseeländischer Radrennfahrer
- Stuart Williams (Cricketspieler) (* 1969), westindischer Cricketspieler
- Stuart Williams (Rugbyspieler) (1979/1980–2013), englischer Rugby-Union-Spieler
- Sue Williams (Schauspielerin) (1945–1969), US-amerikanische Schauspielerin
- Sue Williams (Malerin) (* 1954), US-amerikanische Malerin und Grafikerin
- Sunita Lyn Williams (* 1965), US-amerikanische Astronautin
- Susan Williams (Künstlerin) (* 1938), amerikanische Künstlerin
- Susan Williams (Schwimmerin) (* 1952), britische Schwimmerin
- Susan Williams (Historikerin) (* 1953), britische Historikerin
- Susan Williams (Schauspielerin), Schauspielerin
- Susan Williams (Triathletin) (* 1969), US-amerikanische Triathletin
- Susan Williams, Baroness Williams of Trafford (* 1967), britische Politikerin (Conservative Party)
- Susan Williams-Ellis (1918–2007), US-amerikanische Designerin (Portmeirion Pottery)
- Suzanne Williams (* 1956), australische Judoka
- Sylvanus Williams (1922–2006), nigerianischer Weitspringer
- Sylvester Williams (* 1988), US-amerikanischer American-Football-Spieler
- Sylvia Williams (1936–1996), US-amerikanische Museumsdirektorin und Kuratorin

### T
- T. H. Parry-Williams (1887–1975), walisischer Dichter und Schriftsteller
- T. Harry Williams (1909–1979), US-amerikanischer Historiker
- Tad Williams (* 1957), US-amerikanischer Schriftsteller
- Taffy Williams (* 1933/1934/1936–1996), britischer Söldner
- Talcott Williams (1849–1928), US-amerikanischer Journalist und Dozent
- Tamati Williams (* 1984), neuseeländischer Fußballtorhüter
- Tameka Williams (* 1989), Sprinterin aus St. Kitts und Nevis
- Tamisha Williams (* 1982), Badmintonspielerin aus Barbados
- Ted Williams (Baseballspieler) (1918–2002), amerikanischer Baseballspieler und -manager
- Ted Williams (Fotograf) (1925–2009), amerikanischer Fotograf
- Ted Williams (Radiomoderator) (* 1957), amerikanischer Radiomoderator
- Tennessee Williams (1911–1983), US-amerikanischer Schriftsteller
- Tenitra Michelle Williams (* 1980), US-amerikanische Sängerin, siehe Michelle Williams (Sängerin)
- Teran Williams (* 1984), antiguanischer Fußballspieler
- Terrence Williams (* 1987), US-amerikanischer Basketballspieler
- Terry Williams (Gitarrist) (* 1947), US-amerikanischer Gitarrist und Singer-Songwriter
- Terry Williams (Schlagzeuger) (* 1948), britischer Rock-Schlagzeuger
- Terry Williams (Posaunist), Posaunist
- Terry Williams (Leichtathlet) (* 1968), britischer Sprinter
- Tex Williams (1917–1985), US-amerikanischer Countrysänger und Bandleader
- Thomas Williams (Politiker, um 1514) (um 1514–1566), englischer Politiker
- Thomas Williams (Politiker, 1602) (1602–1630), englischer Politiker
- Thomas Williams (Vizegouverneur), (vor 1820–nach 1830) US-amerikanischer Politiker, Vizegouverneur (South Carolina)
- Thomas Williams (Politiker, 1806) (1806–1872), US-amerikanischer Politiker (Pennsylvania)
- Thomas Williams (Politiker, 1825) (1825–1903), US-amerikanischer Politiker (Alabama)
- Thomas Williams (Herausgeber) (1847–1913), US-amerikanischer Publizist und Herausgeber
- Thomas Williams (Schriftsteller) (1926–1990), US-amerikanischer Schriftsteller
- Thomas Williams (Fußballspieler) (* 2004), US-amerikanischer Fußballspieler
- Thomas Anthony Williams (* 1948), britischer Geistlicher
- Thomas Chatterton Williams (* 1981), US-amerikanischer Kulturkritiker, Autor und Journalist
- Thomas D. Williams (* 1962), US-amerikanischer Theologe
- Thomas Hickman Williams (1801–1851), US-amerikanischer Politiker
- Thomas Hill Williams (1780–1840), US-amerikanischer Politiker
- Thomas Peers Williams (1795–1875), britischer Politiker
- Thomas Richard Williams (1825–1871), britischer Fotograf
- Thomas Scott Williams (1777–1861), US-amerikanischer Politiker
- Thomas Stafford Williams (1930–2023), neuseeländischer Geistlicher, Erzbischof von Wellington
- Thomas Sutler Williams (1872–1940), US-amerikanischer Jurist und Politiker
- Thomas W. Williams (* 1943), US-amerikanischer Computeringenieur
- Thomas Wheeler Williams (1789–1874), US-amerikanischer Politiker
- Tiffany Williams (* 1983), US-amerikanische Hürdenläuferin
- Tiger Williams (David James Williams; * 1954), kanadischer Eishockeyspieler
- Tim Williams (Schauspieler) (* 1966), US-amerikanischer Schauspieler und Sänger
- Tim Williams (Leichtathlet) (* 1981), australischer Leichtathlet
- Tim Williams (Skispringer), US-amerikanischer Skispringer
- Timothy Williams (Schriftsteller) (* 1946), britischer Schriftsteller
- Timothy Williams (Komponist) (* 1966), britischer Filmkomponist
- Timothy Williams (Schauspieler) (* 1967), US-amerikanischer Schauspieler
- Timothy Angus Williams, kanadischer Diplomat
- Tionna Williams (* 1996), US-amerikanische Volleyballspielerin
- Tiquanny Williams (* 2001), Fußballspieler von St. Kitts und Nevis
- Tod Williams (* 1968), US-amerikanischer Regisseur
- Tod Williams (Architekt) (* 1943), US-amerikanischer Architekt
- Todd Williams (Bildhauer) (* 1939), US-amerikanischer Bildhauer
- Todd Williams (Musiker) (* 1967), US-amerikanischer Jazzmusiker
- Todd Williams (Leichtathlet) (Todd Dwayne Williams; * 1969), US-amerikanischer Langstreckenläufer
- Todd Williams (Baseballspieler) (Todd Michael Williams; * 1971), US-amerikanischer Baseballspieler
- Todd Williams (Schauspieler) (* 1977), US-amerikanischer Schauspieler
- Todd Williams (Footballspieler) (1978–2014), US-amerikanischer American-Football-Spieler
- Todd Williams (Sänger), australischer Singer-Songwriter
- Tom Williams (Rugbyspieler, 1887) (Thomas Williams; 1887–1927), walisischer Rugby-Union-Spieler
- Tom Williams, Baron Williams of Barnburgh (Thomas Williams; 1888–1967), britischer Politiker
- Tom Williams (Fußballtrainer) (Thomas Watson Williams; 1897–1961), walisischer Fußballtrainer
- Tom Williams (Eishockeyspieler) (Thomas Charles Williams; * 1951), kanadischer Eishockeyspieler
- Tom Williams (Spezialeffektkünstler), Spezialeffektkünstler
- Tom Williams (Jazzmusiker) (1962–2023), US-amerikanischer Jazzmusiker
- Tom Williams (Rockmusiker), US-amerikanischer Rockmusiker, siehe Trade Wind
- Tom Williams (Fußballspieler) (* 1980), zyprischer Fußballspieler
- Tom Williams (Rugbyspieler, 1991) (* 1991), walisischer Rugby-Union-Spieler
- Tommy Williams (Fußballspieler, 1899) (Thomas Hutchinson Williams; 1899–1960), englischer Fußballspieler
- Tommy Williams (Fußballspieler, 1929) (Thomas Alan Williams; 1929–1979), englischer Fußballspieler
- Tommy Williams (Bassist), US-amerikanischer Jazzbassist
- Tommy Williams (Fußballspieler, 1935) (Thomas John Williams; 1935–1987), englischer Fußballspieler
- Tommy Williams (Eishockeyspieler) (Thomas Mark Williams; 1940–1992), US-amerikanischer Eishockeyspieler
- Tommy Williams (Fußballspieler, 1957) (Thomas Edward Williams; * 1957), schottischer Fußballspieler
- Tomos Williams (* 1995), walisischer Rugby-Union-Spieler
- Toni Williams (1938/39–2016), neuseeländischer Musiker
- Tonique Williams-Darling (* 1976), Leichtathletin von den Bahamas
- Tony Williams (Sänger) (1928–1992), US-amerikanischer Sänger
- Tony Williams (Musikproduzent) (1941–2021), britischer Musikproduzent
- Tony Williams (Anthony Tillmon Williams; 1945–1997), US-amerikanischer Schlagzeuger
- Tony Williams (Saxophonist) (1931–2023), US-amerikanischer Jazz-Saxophonist
- Tony Williams (Fußballspieler, 1975) (* 1975), walisischer Fußballspieler
- Tony Williams (Fußballspieler, 1976) (* 1976), US-amerikanischer Fußballspieler
- Tony Williams (Fußballspieler, 1977) (Anthony Williams; * 1977), walisischer Fußballtorwart
- Tonya Williams (* 1968), US-amerikanische Volleyballspielerin
- Trae Williams (* 1997), australischer Sprinter
- Tramon Williams (* 1983), US-amerikanischer American-Football-Spieler
- Treat Williams (1951–2023), US-amerikanischer Schauspieler
- Trent Williams (* 1988), US-amerikanischer American-Football-Spieler
- Trevaia Williams-Davis (* 1968), US-amerikanische Leichtathletin
- Trevon Williams (* 1994), grenadischer Fußballspieler
- Trevor I. Williams (1921–1996), englischer Chemiehistoriker
- Troy Williams (* 1975), Fußballspieler der Britischen Jungferninseln
- Tyler James Williams (* 1992), US-amerikanischer Schauspieler
- Tyrel Jackson Williams (* 1997), US-amerikanischer Schauspieler
- Tyrell Williams (* 1992), US-amerikanischer American-Football-Spieler

### U
- Ulis Williams (* 1941), US-amerikanischer Leichtathlet
- Umajesty Williams (* 1999), philippinisch-US-amerikanischer Sprinter
- Ursula Vaughan Williams (1911–2007), englische Schriftstellerin

### V
- Valdo Williams (1929–2010), US-amerikanischer Jazzpianist
- Van Williams (1934–2016), US-amerikanischer Schauspieler
- Vanessa A. Williams (* 1963), US-amerikanische Schauspielerin
- Vanessa Lynn Williams (* 1963), US-amerikanische Sängerin und Schauspielerin
- Vanessa R. Williams (* 1960), US-amerikanische Gospel-Sängerin
- Venus Williams (* 1980), US-amerikanische Tennisspielerin
- Vera Baker Williams (1927–2015), US-amerikanische Kinderbuchautorin und Illustratorin
- Veronica Seton-Williams (1910–1992), britisch-australische Archäologin
- Vesta Williams (1957–2011), US-amerikanische Sängerin
- Vic Williams (1901–1957), englischer Fußballspieler
- Victor Williams (* 1970), US-amerikanischer Schauspieler
- Victoria Williams (* 1958), US-amerikanische Sängerin
- Vince Williams (1957–1997), US-amerikanischer Schauspieler
- Virgil Williams, US-amerikanischer Drehbuchautor und Produzent
- Virginia Williams (* 1978), US-amerikanische Schauspielerin

### W
- W. Llewelyn Williams (William Llewelyn Williams; 1867–1922), walisischer Journalist und Politiker
- Wade Williams (* 1961), US-amerikanischer Schauspieler
- Wade Hunt Williams, US-amerikanischer Schauspieler und Musiker
- Walter E. Williams (1936–2020), amerikanischer Wirtschaftswissenschaftler, Autor und Kommentator
- Walter Jon Williams (* 1953), US-amerikanischer Schriftsteller
- Wayne Williams (* 1933), US-amerikanischer Rockabilly-Musiker
- Wayne Williams (Mörder) (* 1958), verurteilter amerikanischer Mörder
- Wayne Thomas Williams (* 1967), US-amerikanischer Philosoph
- Wendol Williams (1970–2010), Fußballspieler der Britischen Jungferninseln
- Wendy Williams (* 1964), US-amerikanische TV-Moderatorin, Schauspielerin, Autorin, Modedesignerin und Radiopersönlichkeit
- Wendy Williams (Wasserspringerin) (* 1967), US-amerikanische Wasserspringerin
- Wendy Williams (Darstellerin) (* 1974), amerikanische Pornodarstellerin
- Wendy O. Williams (1949–1998), US-amerikanische Punksängerin
- Werner Williams (* 1946), deutscher Altgermanist
- Will Williams (Filmplakatmaler) (1922–2015), deutsch-amerikanischer Filmplakatmaler, Illustrator, Grafiker, Regisseur und Buchautor
- William Williams (Politiker, 1634) (1634–1700), walisischer Rechtsanwalt und Politiker
- William Williams, englischer Pirat, siehe William Dick (Pirat)
- William Williams (Komponist) (1675–1701), englischer Komponist
- William Williams (Künstler) (1727–1791), britischer Künstler und Autor
- William Williams (Politiker, 1731) (1731–1811), US-amerikanischer Händler und Politiker, Unterzeichner der Unabhängigkeitserklärung der USA
- William Williams (Politiker, 1788) (1788–1865), britischer Geschäftsmann und Politiker
- William Williams (Politiker, 1815) (1815–1876), US-amerikanischer Politiker (New York)
- William Williams (Politiker, 1821) (1821–1896), US-amerikanischer Politiker (Indiana)
- William Williams (Tiermediziner) (1832–1900), britischer Tiermediziner
- William Williams (Dichter) (Künstlername Crwys; 1875–1968), britischer Dichter
- William Williams (Seemann) (1890–1965), britischer Seemann
- William Williams (Leichtathlet) (* 1995), US-amerikanischer Weitspringer
- William Appleman Williams (1921–1990), US-amerikanischer Historiker
- William Grover-Williams (1903–1945), britisch-französischer Autorennfahrer
- William Williams Pantycelyn (1717–1791), britischer Musiker und Prediger
- William Augustine Williams (1836–1901), US-amerikanischer Linguist und Bibliothekar
- William B. Williams (1826–1905), US-amerikanischer Politiker
- William Carlos Williams (1883–1963), US-amerikanischer Arzt und Dichter
- William Charles Williams (1880–1915), britischer Seemann
- William E. Williams (1857–1921), US-amerikanischer Politiker
- William Fenwick Williams (1800–1883), kanadisch-britischer Militärführer
- William Lloyd Garrison Williams (1888–1976), kanadisch-amerikanischer Mathematiker und Hochschullehrer
- William R. Williams (1884–1972), US-amerikanischer Politiker
- William Thomas Williams (1915–1986), britischer Politiker
- Willie Williams (Leichtathlet) (1931–2019), US-amerikanischer Leichtathlet
- Willie Williams (Basketballspieler) (* 1946), US-amerikanischer Basketballspieler
- Willie Williams (Saxophonist) (* 1958), US-amerikanischer Jazz-Saxophonist
- Willie Williams (Künstler) (* 1959), britischer Videokünstler und Designer
- Willie Williams (Musiker), jamaikanischer Reggae-Musiker und Produzent
- Wkwesi Williams (* 1982), barbadischer Tennisspieler

### Y
- Yohansey Williams (* 1989), Tennisspieler aus Trinidad und Tobago
- Yorick Williams (* 1975), englischer Basketballspieler
- Yvette Williams (1929–2019), neuseeländische Weitspringerin

### Z
- Zac Williams (* 1995), neuseeländischer Bahnradsportler
- Zach Williams (* 1981), US-amerikanischer christlicher Popmusiker
- Zachary Williams (* 1994), US-amerikanischer Schauspieler
- Zelda Williams (* 1989), US-amerikanische Schauspielerin
- Ziaire Williams (* 2001), US-amerikanischer Basketballspieler